# 古代王者 恐竜キング Dキッズ・アドベンチャー
『古代王者 恐竜キング Dキッズ・アドベンチャー』（こだいおうじゃ きょうりゅうキング ディーキッズ・アドベンチャー）は、セガのアーケードゲーム機『古代王者恐竜キング』を元にしたテレビアニメ作品。2007年2月4日から2008年1月27日までメ〜テレ制作によりテレビ朝日系列で全49話が放送された。
本項目では、2008年2月3日から同年8月31日まで同系列局にて全30話が放送された新シリーズ『古代王者 恐竜キング Dキッズ・アドベンチャー 翼竜伝説』（こだいおうじゃ きょうりゅうキング ディーキッズ・アドベンチャー よくりゅうでんせつ）についても扱う。

## 概要
地上デジタルテレビ放送では16:9のハイビジョンサイズ、地上波アナログテレビジョン放送及びアニマックスでは4:3サイズのサイドカット版で制作されている。アニマックスを除き、字幕放送を実施。Aパートに送出される「ハイビジョン制作」&「字幕」テロップは2007年10月28日放送分（第一期38話）まではHI-VISIONの英語表記のない小さいサイズのデザインが使われていたが、2007年11月11日放送分（第一期39話）からテレビ朝日と同様のデザインに縁を濃くしたデザインに変わった。視聴注意テロップは2008年3月2日放送分（第二期54話）から文字が大きくなり、さらに4月6日放送分（第二期59話）からはあらすじ前にリュウタからの視聴注意テロップが追加されたため合わせて2度挿入する形となった。
物語は、恐竜が大好きなDキッズ（リュウタ、レックス、マルム）達とアクト団による恐竜カードの争奪戦をメインとしている。主人公達は、ディノホルダーという小型の機械に恐竜カードをスラッシュ（ディノスラッシュ）することで恐竜を自在に呼び出すことが出来、わざカードを使って攻撃を強化することが出来る。
『翼竜伝説』（以下、第二期）では、行方不明になったDキッズ達の両親を探す傍ら、宇宙海賊ザンジャークと戦うエピソードになっている。第一期の完全な続編であるため、話数は第一期から続いたものになっている。基本的に1話完結であった前作とは異なり、4話完結と連続ドラマの要素が取り入れられている。
第一期、第二期ともに、Bパート開始時にはじゃんけんコーナーを設け、アーケードゲームに見られるじゃんけんの要素を取り入れている（奇数回はガブ、偶数回はティラノがじゃんけんを担当する）。また、エンディング後にはその回またはその前後で初登場した恐竜を紹介する「恐竜図鑑」のコーナーが設けられている。2007年4月15日からは、「Dキッズ隊員募集」と題した小学生以下の視聴者を対象とした募集企画を公式サイト上で展開している。
ストーリー面では、製作発表会見での菅野顕二プロデューサーは「子どもたちの笑顔をたくさん見たい」、谷田部勝義監督は「初めて見る子どもでも、続けて見てくれる子どもでも、それぞれ楽しめるよう、いろいろ仕掛けをしている。」と語っているように、明確な「勧善懲悪」の展開を行なうことで、一緒に見る大人にも楽しめるようにある意味懐かしいともいえる設定などを描いている。
シリーズ構成に平野靖士、キャラクターデザインに平岡正幸、メカニカルデザインにやまだたかひろなどといった『勇者シリーズ』や『エルドランシリーズ』のスタッフが集結している。
キャスト面では主に若手声優をレギュラーやゲストに多数起用し、レックス・オーエンを演じる水口まつりは、本作で声優デビューとしてレギュラーに起用した。さらに内田直哉や堀内賢雄、渡辺美佐などといったベテランの声優陣が参加している。本作品では専属のナレーションを設けず、次回予告などで古代リュウタの声を担当する松元恵がナレーションを担当する。
過去の名古屋テレビ制作日曜朝7時枠のアニメ（一部除く）及びその前身の勇者シリーズは2月に開始、翌年1月終了という放送期間だったが、本作第1期が最後となり、第2期『翼竜伝説』は8月に終了、後番組『バトルスピリッツ 少年突破バシン』より9月開始に切り替わった。また、長らくメ〜テレ制作のアニメの広告代理を担当してきた東急エージェンシーに代わり、本作からはADKが広告代理を担当する。

## あらすじ

### 第一期
6500万年前の白亜紀後期、地球上の恐竜たちは宇宙から降ってきた巨大隕石により絶滅した。
それから現代の地球。
ある日の朝、空から小さな隕石が降ってくるのを目撃したDキッズの古代リュウタ。同じメンバーであるレックス・オーエンと竜野マルムとともに隕石が落ちた場所へと向かう。そこにはそれぞれ紋章が異なる三つの石板と本物の恐竜、「トリケラトプス」を封じ込めたカードがあった。リュウタはそのトリケラトプスをガブと名づけて連れて帰り、リュウタの父親で古生物学者の古代剣竜に相談し、調べてもらうことにした。
そんな時、突然ティラノサウルスを連れた秘密結社アクト団がリュウタたちの前に現れ、ガブを狙い襲い掛かってきた。ピンチに追い込まれたが、完成直後のディノホルダーを用いてガブを成体にさせて戦うことで、なんとかアクト団の脅威を跳ね除けた。すると石板が収まっている三人のディノホルダーから絶滅した恐竜たちの心の声が響き渡り、助けを求めてきた。リュウタたちは相棒の恐竜たちとともに、世界中に散りばめられている恐竜カードを回収し、アクト団から恐竜を守るために戦う。

### 第二期
Dr. ソーノイダ率いるアクト団と戦いながら、見事世界中に散らばっていた恐竜たちを全て集めたDキッズ。そしてノーピスの野望をみごとに打ち砕き、世界に平和が訪れた。
タイムマシン「バックランド号」で両親ともに未来へ帰るレックスと一緒に、カードで保管されることになったガブやエース、パラパラたちを涙と笑顔で見送った。
だが、リュウタたちの前に、未来へ帰ったはずのタイムマシンが煙を上げて舞い戻ってきた。
リュウタたちはソーノイダがまた何か悪さをしたのではないかと考えたが、時空の狭間で何者かに襲撃されたとレックスは言う。タイムマシンの修理のため、しばらく三畳市に留まることになったレックスたち。リュウタとマルムは、レックスだけでなく、ガブやパラパラたちと再会できて大喜び。レックスやロトとロアの案内でバックランド号の内部を見せてもらっていた。すると、突然、謎の飛行物体が空中から現れ、光線を発射すると、3人の両親たちは古代家ごと飛行物体に呑みこまれるように消失してしまったのである。リュウタ、レックス、マルムは自分たちの両親が連れさられたことを知り、愕然とする。リュウタたちは謎の飛行物体がタイムマシンであることを知り、両親を取り戻すために、ソーノイダにバックランド号の修理を頼みこんだ。突如現れた光の翼竜に、新たな危機が迫っていると告げられながら導かれ、Dキッズは、アクト団とともに時空を超え、正体不明のタイムマシンを追跡する。

## 舞台設定

### 第一期
舞台は現代の地球。Dキッズが住む架空の都市、三畳市（名前の由来は中生代の時代区分、「三畳紀」から）を中心に世界を股にかけ、有名な場所や観光地などで恐竜カードの争奪戦、恐竜バトルを繰り広げる。しかし、一部アニメにおいての架空の国・地域などが含まれている。
第一期で舞台となったところは以下の通り。
- 山下公園、エジプト・ギザ、大英博物館、アマゾン熱帯雨林、万里の長城、スイス・アルプス山脈、名古屋テレビ放送本社社屋、ハワイ、地下鉄、原宿、モナコ、太平洋・アジ島、ローマ、デボン島、ブラジル・オーレ、バリバリ島（モデルはバリ島）、ニューヨーク、オーガスタ（メイン州）、鍾乳洞、空港、ネス湖、パリ、福島県いわき市、ラスベガス、お台場、六本木ヒルズ・テレビ朝日本社、ケニア、メキシコ、ペルー・太陽の神殿、ナイアガラの滝、ガンジス河、エアーズロック（ウルル）、製鉄所（社会科見学）、オクラホマ州、アンコール・ワット、横浜中華街、バルセロナ、ハリウッド、モスクワ・シベリア鉄道、京都

### 第二期
舞台は過去の地球。過去の時代の世界でコスモストーンを探すザンジャークとの戦いを繰り広げる。
第二期で舞台となったところは以下の通り。
- 白亜紀後期の北アメリカ、共和政ローマ、18世紀の西インド諸島（カリブ海）、7世紀唐代の中国・西域（西遊記の世界）、戦国時代の日本、中世のイスラーム世界（アラビアン・ナイトの世界）、ブルボン朝創成期のフランス（ルイ13世とマリー・ド・メディシスの治世・三銃士の世界）、ジュラ紀後期の中国、旧石器時代の日本

## 主な登場人物

### Dラボ（D-LABO）
古代剣竜博士が運営する、恐竜の発掘調査と古生物学の研究などを行う研究所。正式名は「古代恐竜研究所」。

#### Dキッズ（D-KIDS）
Dラボ（古代恐竜研究所）に存在するこども恐竜研究グループの総称で、主に恐竜の発掘調査、研究などを行う子どもだけで構成されるチーム。ロゴマークは恐竜の足跡のマークである。
現在、以下の4人が所属している。
- 古代リュウタ
- レックス・オーエン
- 竜野マルム
- ミーナ（インド在住のため、Dラボ直属ではない）

古代リュウタ（こだい リュウタ）
声：松元恵
本作の主人公で、小学6年生の12歳の少年。三畳市に住む古代恐竜研究所（Dラボ）の所長、古代剣竜と亜紀の一人息子。名前の由来は恐竜の「竜」から。
何より恐竜が大好きで、明るくわんぱくで正義感に溢れるDキッズのリーダー的存在。相棒はトリケラトプスのガブ（第一期1話〜第二期79話）。掛け声は「轟け！トリケラトプス！」。
工事の騒音の中でも眠れたり下水道の臭さにも動じないなど、細かい事を気にしない鈍感な性格だが、曲がったことは嫌い。おっちょこちょいで、落ち着きのないところがある。少々脳天気なところもあるが何があっても決して諦めない強い精神力も持ち合わせている。頭部には恐竜を連想させるような角の生えたサンバイザーをつけており、角は暗闇などで光る電灯式となっている。腹部に黒のウエストポーチをつけている。好きな食べ物はハンバーグで、野菜（特にピーマンやにんじんなど）を苦手としている。部屋の整理なども苦手である。カッコイイものが好きでテレビを見てはすぐに影響される傾向にある。学業では、特に算数は努力はしているものの、成績は芳しくない。そのため、ロトとロアには「恐竜並みに頭が悪い」と言われてしまう。メンバーの中で一番背が低く、本人もかなり気にしている。
第一期1話で、偶然発見した「トリケラトプス」の恐竜カードと雷の紋章の石板に触れて契約してしまう。レックス、マルムとともに世界中に散らばった恐竜カードを収集し、アクト団の手から恐竜を守る活動を始める。
第二期では宇宙海賊ザンジャークに連れ去られた両親を救うべく、レックス、マルム、アクト団とともに時空へ旅立つ。
レックス・オーエン / レックス・エンシェント
声：水口まつり
リュウタたちの友達で、小学6年生の12歳の少年（第一期19話で12歳の誕生日を迎える）。誕生日（正確にはオーエン博士に拾われた日）は6月10日。名前の由来は「ティラノサウルス・レックス」から。
アメリカ出身の少年でDキッズのメンバーの知恵袋的存在。相棒はカルノタウルスのエース（第一期2話〜第二期79話）。掛け声は「吹き抜けろ！カルノタウルス！」。
冷静な判断力を持つクールで真面目な学者肌。コンピューターに強く、興味のあることがあればそれをとことん追求する性格。一人称は「僕」。12年前、アメリカ自然史博物館に展示されているバロサウルスの足元でオーエン博士に発見され、彼の養子となる。その後、日本に留学し、古代家に同居（ホームステイ）している。目つきが悪く、かなりの神経質であるためにリュウタと対立することもしばしばある。ジェットコースターが苦手という一面もある（第一期27話）。
第一期1話で風の紋章の石板に触れて契約し、リュウタ、マルムとともにアクト団の手から恐竜を守る活動を始める。
本作における重要人物として描写されており、実の両親がいない彼にとって家族や両親ということに対しコンプレックスを抱いていたり（第一期19話）、恐竜との戦いに辛さを感じ悩み出したり（第一期5話）、無自覚ながらアクト団との繋がりを醸し出したり（第一期13話など）している。
実は未来（西暦2127年）の科学者エンシェント博士とクリテイシヤ博士の息子であり、本名はレックス・エンシェント。両親が石板の力を利用して造ったタイムマシンで向かった恐竜時代に滞在していた間に生まれ、帰る途中の時空間で両親、ジュラサンと共にソーノイダによってタイムマシンから放り出され、現在から12年前のアメリカにたどり着き、そこをオーエン博士に拾われ現在に至る。ノーピスとの戦いの後、両親と再会した。しかし、再会したのもつかの間、両親が宇宙海賊ザンジャークに連れ去られてしまう。
第二期では宇宙海賊ザンジャークに連れ去られた両親を救うべく、リュウタとレックス、アクト団とともに時空へ旅立つ。
竜野マルム（たつの マルム）
声：小橋知子
本作のヒロインで、リュウタたちの友達。小学6年生の12歳の少女。三畳市在住。名前の由来はジュラ紀の時代区分「ジュラ紀後期マルム世」から。
Dキッズのメンバーで参謀格的存在。しっかり者でチームのまとめ役。家族構成は姉のリアス、父の中生、母のアンモの4人家族。相棒はパラサウロロフスのパラパラ（第一期2話〜第二期79話）。掛け声は「芽生えよ！パラサウロロフス！」。
気の強いところもあり、またサッカーでゴールキーパーを任せられるほどの運動神経を持つ。基本的には明るくて優しく、少々そそっかしい所がある。乙女チックで、王女様に憧れたりと流行に敏感で、特に美形好きな為に格好いい人に見惚れている事がしばしばある。母性本能が強く、面倒見の良い家庭的な一面もあり、リュウタとレックスを厳しく指導するなどしている（第一期6話など）。ヘソ出しルックが特徴的なスタイルの良い少女で、ホットパンツと黒のニーソックスを着用している。
第一期1話で草の紋章の石板に触れて契約し、リュウタ、レックスとともにアクト団の手から恐竜を守る活動を始める。
基本的にリュウタやレックスの事は大事な友達、仲間として見ている。戦闘ではレックスより冷静で正確な指示が出せるのが得意である。彼女がディノスラッシュや技カードをスキャンするとき、派手なポーズをする特徴がある。また、頭部に掛けたサングラスにはカメラとしての機能が付いている。
第二期では宇宙海賊ザンジャークに連れ去られた両親を救うべく、リュウタとレックス、アクト団とともに時空へ旅立つ。
アニメオリジナルのキャラクターで、後にゲームに逆輸入された。

#### Dラボ（D-LABO）研究員
古代剣竜（こだい けんりゅう）
声：内田直哉
古代恐竜研究所（Dラボ）の所長で、リュウタの父。名前の由来は装盾類の一種「剣竜類」から。
トレジャーハンターのような出で立ちで、ワイルドな髭面をした体格のやや大きい45歳の男性である。性格はいわゆる熱血漢であり、恐竜の研究をするのが仕事の古生物学者。
趣味は恐竜グッズを集めることであるなど、恐竜中心の人生を歩んでいる。同じく古生物学者であるオーエン博士の弟子筋にあたり、お互い気の合う仲。オーエン博士とともに人前で奇妙なダンスを踊ったり、リアスをネタにいやらしいことを妄想するなど、お茶目な一面ものぞかせる。リュウタと同じく落ち着きのないところもある。時には自分の息子や妻の危機を命がけで守ろうとする心強いところを見せてくれる。
リュウタらが拾った石板の欠片からディノホルダーを開発し、Dキッズの活動を引率する。石板が契約者であるリュウタたちしか使えないと知られていなかった頃に石板をいじったが反応せず失敗した経緯がある。しかしノーピスとの最終決戦でアクトホルダーを持ち、恐竜を召喚させて戦うなど、活躍の場を見せた。 投げ縄を必需品として持ち歩いており、欠かさず練習しているもののうまく使いこなせることはほとんどない。
第二期の初回（第二期50話）で宇宙海賊ザンジャークに連れ去られ、脱出を目論んでいたが（第二期63話〜68話）、第二期78話でリュウタたちが6つのコスモストーンと引き換えに交換交渉をしようとした際、全て揃っていなくても危険だと諭し、満場一致で取引を拒否した。
竜野リアス（たつの リアス）
声：小宮山絵理
Dラボの研究員で、マルムの姉。名前の由来はジュラ紀の時代区分「ジュラ紀前期リアス世」から。
恐竜の研究に余念がなく、Dキッズの活動のサポートも行う。メカニックでもあり、何よりも機械いじりが大好き。車の免許だけでなく、飛行機の免許も取得しており、その腕はかなりのもの（第二期22話）。眼鏡を着用しており、視力は弱い。
Dラボの研究員としても一人の大人としても、剣竜やオーエン博士からの信頼の厚い優秀な女性である。マルムとは正反対に物静かで感情の起伏も少ないため、あまり表情が変わらないが、怒らせると恐く、やや冷たい印象があるためにいまだボーイフレンドがいない。このような性格のためにリュウタとレックスからは少し恐れられており、妹のマルムも彼女には頭が上がらない。しかし、メキシコへ出張した際、砂漠で行き倒れになっていたアクト団のノラッティ〜をアクト団の一員だと知らず助けたことがある（第一期30話）などの優しさもある。また、サッカー選手・ベッサムの隠れファンだったりと女性らしい一面も持ち合わせており、一度マルムに対して、ベッサムにサイン紙代わりとして使われ腹部にサインをされたパラパラを譲ってほしいとねだってきたことがある（第一期17話）。寝起き後の髪の寝癖はかなり悪い（第一期15話、43話）。研究が忙しいためか、Dラボに置いてけぼりにされることも少なくない。
第二期からも引き続き、Dラボにてリュウタたちのサポートを行っている。
マルムと同様、アニメオリジナルのキャラクターで、後にゲームに逆輸入された。

### Dキッズの家族・友達
古代亜紀（こだい あき）
声：加納千秋
剣竜の妻で、リュウタの母親。普段は専業主婦だが、絵本作家としても活動している。名前の由来は「白亜紀」から。
おっとりとした天然ボケな性格で、基本的には明るく優しい母親だが、怒らせると怖い面もある。剣竜と結婚する前はコミックマーケットに通っていたり、様々なコスチュームを持つなどややオタクな一面も見られる。見知らぬ子ども（ロトとロア）を自宅のクリスマス会に招待し、絵本をプレゼントするなど、子ども好きである（第一期45話）。仕事の理由で旅行に出かけ、家を留守にすることがほとんどだが、スペインへ旅行に行ったときにアロサウルスに遭遇した（第一期40話）。剣竜は彼女を心配させないためにガブ達の正体を黙っており、恐竜の存在には第一期終盤まで気づいていなかった。
第二期では剣竜、竜野夫妻、レックスの両親とともに宇宙海賊ザンジャークに連れ去られる。
オーエン博士
声：白熊寛嗣
レックスの養父。アメリカ在住の古生物学者で、アメリカ自然史博物館（をモデルとする博物館）の館長。名前の由来は「恐竜（Dinosauria）」の語を創設したイギリスの古生物学者「リチャード・オーエン」から。
古代博士の師匠筋に当たる人物で、二人は恐竜に関するエキセントリックな踊りを合言葉で分かち合えるほどの仲（第一期2話など）。女性に一声かけるのを好むプレイボーイな性格で、レックスには半ば呆れられている（第一期19話、44話など）。アメリカに在住している上に、恐竜発掘などの仕事の都合が重なりレックスとともに家で過ごすことはほとんどないため、会話を交わす機会も少ないが、決して不仲というわけではない。ウサラパに好意を抱いており、レックスの母親にするため婚約を考えていた（第一期19話〜第二期79話）。
第二期初回（第二期50話）では、本当の両親と再会したレックスを見て、もう自分は父親ではないのだと寂しく感じ、戸惑いを隠せなかったが、それでもレックスは彼を大切な父親であると認めていると語り、うれしく呟いた。その後はDラボにてリアスらと共にリュウタたちのサポートを行っている。
パンチョ
声：駒谷昌男
オーエン博士の助手の男性で、いつもオーエン博士と行動をともにしている。
第二期では、Dラボにてリアス、オーエン博士らと共にリュウタたちのサポートを行っている。
竜野中生（たつの ちゅうせい）
声：塩屋浩三
マルム、リアスの父で、獣医師。（本作における）徳川家康とは瓜二つの風貌。名前の由来は「中生代」から。
開業医として自宅で経営している。巨大な注射器を持ち歩いており、恐竜たちのために使いたいと思っていた（第一期8話など）。アクト団に家ごと攫われたときに、念願だった恐竜への注射を風邪をこじらせたティラノたちに打つことができた（第一期43話）。歴史小説や大河ドラマを好み、日本史に詳しい。
第二期では妻、古代夫妻、レックスの両親とともに宇宙海賊ザンジャークに連れ去られるが、一時的にザンジャークの母艦から本人の意思と関係なく脱出し、戦国時代で徳川家康の影武者となっていた（第二期63話〜66話）。だが娘のマルムと再会することなく、再びザンジャークに連れ戻されてしまう（第二期66話）。
竜野アンモ（たつの アンモ）
声：渕崎ゆり子
中生の妻で、マルム、リアスの母。ペットトリマー。名前の由来はシルル紀から白亜紀にかけて生息した古生物「アンモナイト」から。
当初は名前不詳で、セリフもなかったために長らく担当声優も不在だったが、第二期63話で初の台詞が登場し、名前と担当声優が明らかになった。
第二期では中生、古代夫妻、レックスの両親とともに宇宙海賊ザンジャークに連れ去られる。
ジュラサン / ジョナサン
声：中博史
パイロット（第一期6話）、露店商（第一期10話）、添乗員（第一期18話）、画家（第一期24話）、料理人（第一期39話）、車掌（第一期42話）など様々な姿でDキッズやアクト団の前に姿を現していた老人だったが、その正体はエンシェント博士の執事を務めていたアンドロイド。名前の由来は「ジュラ紀」から。
ソーノイダとノーピスの陰謀によりバックランド号から放り出された際に、何らかのショックで頭の上下が逆になって記憶を失い、「ジョナサン」または「かもめのジュラサン」と名乗ってDキッズとアクト団に近づいていた。Dキッズに保護された際、ガブが飛びかかったことで顔が回転し、元の姿に戻り本来の使命を思い出した（第一期46話）。
戦闘能力はタルボーンヌとほぼ互角で、スピノサウルスのスピノと互角以上に戦える高い戦闘力を誇り(第一期46話)、ツヨイド数体相手に全て倒せるほどの力を兼ね備えている（第一期48話など）。主人に忠実で勇敢な性格の持ち主であり、自分の身が滅ぶまで命がけでレックスを守ってくれた（第一期42話、49話）。
第二期ではレックス達と共に未来へ帰るが一旦帰還。エンシェント達が誘拐されてからはDキッズ・アクト団と共にする。バックランド号で操縦を担当し、通信でDキッズのサポートを行っている。終盤、ノーピスが仕掛けておいたゲルジャークにより電流棒の攻撃を受けて機能を停止してその後、操縦不能となったバックランド号が墜落してしまうが、すぐに復帰し、バックランド号を黒い翼竜に向けて発進させる。
エンシェント博士
声：間宮康弘
未来の科学者で、レックスの本当の父親。名前の由来は古代を意味する「エンシェント」から。
2126年に白亜紀後期の地層から石板を見つけ、それを基にタイムマシンを開発。恐竜の種の保存を計画していた。ソーノイダの計画でタイムマシンから放り出され消息不明となっていたが、ノーピスとの戦いの後、レックスと再会する（第一期49話）。
第二期ではクリテイシヤ博士、古代夫妻、竜野夫妻とともに宇宙海賊ザンジャークに連れ去られる。
クリテイシヤ博士
声：斎藤恵理
レックスの本当の母親であり、エンシェントの妻。夫のエンシェント博士と同じく未来の科学者。
2126年にエンシェント博士とともに白亜紀後期の地層から石板を見つけ、それを基にタイムマシンを開発。恐竜の種の保存を計画していた。ソーノイダの計画でタイムマシンから放り出され消息不明となっていたが、ノーピスとの戦いの後、レックスと再会する（第一期49話）。
第二期ではエンシェント博士、古代夫妻、竜野夫妻とともに宇宙海賊ザンジャークに連れ去られる。

### アクト団
自称、泣く子も黙る秘密結社。自分たちの目的を果たすためならどんな卑怯な手も使う劣悪な集団。リーダー格であるソーノイダと工作員3人はDキッズを「ガキンチョたち」、「ガキンチョども」と呼んでいる。元はエンシェント博士と共に西暦2127年から恐竜時代へ行った科学者チームのメンバーであった。『翼竜伝説』では最初の数話を除きDキッズ達に協力する。工作員の3人はソーノイダが将来、自分の手足となって働く助手を育てる目的で引き取られた孤児たちであり、ロトとロアの父親も元々は彼に引き取られていた。
Dr. ソーノイダ
声：後藤哲夫
未来の科学者で、恐竜を操り、恐竜カードを集めて「恐竜キング」に憧れるアクト団のボス。名前の由来は恐竜を意味する「ダイナソー」から。
性格は稚拙極まりなく、大のわがままである。しかし、恐竜の改造を行ないアクト恐竜やシークレット恐竜を生み出すなど科学者としては非常に優秀であり、Dキッズやアクト団が使うわざカードを開発したのも彼である。モヒカンが特徴。世界中にある恐竜カードを集めるべく日々奮闘している。口癖は「〜ぞい」。アクト団の構成員からは「ドクター」（稀に「ソーノイダ様」）、リュウタからはその口癖から「ぞいじじい」と呼ばれている。
第二期ではザンジャークの持つジャークアーマーを分析してディノテクターを完成させた。終盤、未来を守るためタルボーンヌを伴ってノーピスからコスモストーンを奪還しようと勇敢にもDラボに突入した。ジャークアーマー恐竜の攻撃を受けてDラボは倒壊し一時は生死不明と思われたが、瀕死状態のタルボーンヌに助け出されて生還した。
炎属性（主にティラノサウルスのティラノ）や秘属性の恐竜を使うことが多いが、一度だけスピノサウルスのスピノを使ったことがある（第一期46話）。
ウサラパ
声：渡辺美佐
アクト団工作員の1人。名前の由来は「パラサウロロフス」から。
常に女王様気取りな性格。「おばさん」と呼ばれる事に異常な拒否反応を示し、通常なら聞こえるはずのないような場所でも反応する。Dキッズ、特にマルムからは常に「おばさん」と呼ばれている。言われたときは素手でローマ兵を倒すほどの戦闘能力を見せるが、連続して言われるとショックのあまり気絶してしまうこともある。実年齢は28歳だが、自分は17歳〜19歳と言って譲らない。浪費家であり、ブランド品集めとファッションを趣味としている（第一期24話など）。エドとノラッティーを従えて、Dキッズと各地でバトルを繰り広げるが、空回りすることが多い。
使用する恐竜は特に決まっていないが、ティラノサウルスのティラノを使うことが多い。
ノラッティ〜
声：堀内賢雄
アクト団工作員の1人で、30歳。名前の由来は「ティラノサウルス」から。
ソーノイダとウサラパにこき使われている。「〜ザンス」が口癖。
砂漠で行き倒れになっていたところをリアスに助けてもらったことで彼女に一目惚れし、「エンジェル」と呼んで好意を抱く（第一期30話〜）。
使用する恐竜は特に決まっていないが、スピノサウルスのスピノを使うことが多い。
エド
声：遠藤純一
アクト団工作員の1人で、24歳。名前の由来は「エドモントニア」から。
食いしん坊の巨漢で「〜ッス」が口癖。ノラッティ〜と同じく、ソーノイダとウサラパにこき使われている。
使用する恐竜は特に決まっていないが、サイカニアのサイカを使うことが多い。
ロト
声：渕崎ゆり子
リュウタたちと同じ12歳。ソーノイダの孫。名前の由来は「トロサウルス」から。
ゲームから恐竜を捕獲する機械まで発明する天才少年。生意気な口をたたいて大人や敵をバカにしているが、タルボーンヌだけには頭が上がらない。家族構成には妹のロアと未来にいる父と母の4人家族。
未来では、とても愛情豊かで暖かい両親に恵まれ、幸せな日々を送っていたが、祖父であるソーノイダとともに過去へと渡った際にバックランド号が故障して現代へと居座っている。それ以来両親に会っておらず、ホームシックに悩む毎日を送っていた（第一期37話など）。そのため楽しくクリスマス会をひらいていた古代家に意味もなく嫉妬し、亜紀を攫いすべてをぶち壊しにする事で自分より幸せな思いをしている人間を叩き潰そうと計画するが、亜紀の愛情に心を打たれ、彼女に対して少しだけ心を開いた。彼女にもらったプレゼントの絵本を今でも大切にしている（第一期45話）。
その後Dキッズとも和解し、彼らのサポートを行っている。
ロア
声：谷井あすか（第一期1話〜第二期52話）、中司優花（第二期67話〜第二期79話）
6歳の少女。ソーノイダの孫でロトの妹。名前の由来は「アロサウルス」から。
ロトと一緒に発明をしている。兄のロト同様大人をバカにしているが、当然タルボーンヌには弱い。
まだ幼いためにホームシックを抱いており、ビデオアルバムを見ながら未来にいる大好きな両親の許へ帰りたいと願うほど純粋で女の子らしい一面を見せる（第一期37話など）。兄の計画を実行に移そうとするが、亜紀の愛情でうれしさを表し、少しだけ心を開いた。彼女にもらったプレゼントの絵本を今でも大切にしている（第一期45話）。
その後Dキッズとも和解し、彼らのサポートを行っている。
ノーピス
声：平川大輔
27歳の青年。ソーノイダの助手で、専門は進化生物学。名前の由来は「スピノサウルス」から。
冷静で無口な上に研究熱心で、必要最低限の言葉しか発しないが、ロトとロアとは研究を通じて仲が良く、話し相手になってくれていた。物語開始時はソーノイダの命令で忠実に動いていたものの（第一期1話〜43話）、ソーノイダに隠れてヴェロキラプトルを改造したり、純粋なアクトメタルを採取するために製鉄所を爆破したり（第一期36話）など次第に残忍な面も見せるようになる。マキャヴェリズムの考え方を持っており、自分の目的を邪魔する人物は容赦なく葬るような（目的の為に手段を選ばない）冷酷な性格である。炎属性の恐竜を使うことが多い。
彼の真の狙いは、生物工学・遺伝子工学・クローニングなどを駆使して最強の恐竜を創造し、進化した恐竜の世界を創り上げる事。かつてはエンシェント博士の助手だったが、彼を裏切りソーノイダ側に付く。しかし最後にはソーノイダさえも見限り彼らの基地であり研究所であるタイムマシンを乗っ取った（第一期46話〜49話）。元々レックスが生まれる前の、恐竜を保護する研究の頃からエンシェント博士とソーノイダ達を裏切る計画を立てており、ソーノイダだけでなくロト、ロアをもたぶらかし自分の思うように利用していた（第一期37話〜42話）。第一期の終盤にて石板のコピーを作ってティラノサウルスの化石に遺伝子操作を施し、自身の最高傑作であるブラックティラノサウルスを完成させた（第一期47話〜48話）。恐竜時代へワープして恐竜を進化させようとしたが、Dキッズとアクト団が持っている全恐竜を使って合体技を数回浴びせることにより倒された。それと同時に石板のコピーが暴走したことで形成された時空の穴の中に落下し、時空の彼方へと飛ばされる（第一期49話）。
タルボーンヌ
声：田村聖子
アクト団の教師兼家政婦型ガイノイド。ソーノイダがお手軽アンドロイドキットで作った高機能なロボットである。名前の由来は「タルボサウルス」から（ただし、アニメ内にタルボサウルスは登場しない）。
アクト団を家族に例えるならまさに母的存在であり、アクト団唯一の良心。面倒見が良く、ロトとロアにとっては良い保護者である。規律や秩序などには非常に厳しく、ご飯や部屋の片付けなど、注意を無視する者はソーノイダでも容赦しない。アクト団の恐竜たちでさえ彼女を恐れている（第一期1話〜）。家事は全て得意としており、中でも料理の腕前はプロの料理人に匹敵するほどである（第一期39話）。
ステゴサウルスやペンタケラトプスと互角以上に戦える高い戦闘力を持っている（第一期38話、41話）。落雷を受けようが、高度100m以上から落下しようが壊れる心配はないが、ノーピスの電流棒の攻撃を受け、一時的に行方不明となる（第一期39話〜40話）。第一期41話でハリウッドで発見されロトとロアに保護された。終盤まで記憶を無くし故障状態に陥っていたが、ジュラサンに修理され、ノーピスの野望を阻止するため復帰し戦った（第一期48話〜49話）。
名前を呼び間違えられることが多く（「タルボワンさん」、「タルボワンヌさん」、「タルボウンナさん」、「タルボリンコさん」など）、その度に「タルボーンヌです！」と訂正していた。
第二期78話にて、ソーノイダを担いでノーピスの野望を再び阻止するべくDラボに突入する。最終話で（第二期79話）、その後倒壊したDラボの中から死に物狂いでソーノイダを救出した。
アクトロイド
声：駒谷昌男/平川大輔
ソーノイダが作った汎用ロボット。構成員からは行動が間抜けだと度々指摘されている（第一期12話など）。他にも強化版のツヨイドや、他のアクトロイドを統率するリーダー的存在のエライドがいる。

### 宇宙海賊ザンジャーク
第二期より登場。メンバーはノーピスを除き全員宇宙人。名前の由来は「残忍」と「邪悪」から。ノーピス以外のメンバーは専用の戦闘兵を持ち、翼を持つため空を飛ぶ事も可能。ジャークベースと呼ばれる巨大な宇宙船を拠点に各地を転々とする。元々はエンシェント夫妻だけをさらうつもりだったが、たまたま古代家に居合わせたためリュウタ、マルムの両親も一緒にさらっていってしまった。道徳の意識が欠けており、恐竜を道具程度にしか扱わない外道。第二期78話で、Dラボを襲撃しノーピスからコスモストーンを全て強奪して黒い翼竜を誕生させるが、制御不能に陥りジャークベースにいた全員が黒い翼竜と同化させられてしまう。黒い翼竜が滅ぼされた後は、脱出ポッドにてノーピス以外のメンバーが宇宙をさまよう事となった。アーケードゲーム版ではその後が描かれており、やっとのことで彼ら自身の星に生還するも、ボロボロになったザンジャーク一味の姿を見たジャークの孫ゴーマが復讐を誓うというストーリーになっている。
ジャーク
声：宝亀克寿
ザンジャークの首領。名前の由来は「邪悪」から。
外見は厳ついが、オカマのような喋り方をする。メンバーからは恐れられており、赴くときに歌う鼻歌のボレロにさえ震えるほど（第二期4話など）。エンシェント夫妻曰く「五月蝿い鼻歌」。その実力からか、リュウタ達やノーピスを気に入っている。パートナー恐竜はブロントサウルスのブロントで、バトル以外では常にチビ恐竜の状態で侍らせている。
最後のブラックコスモストーンを手に入れるべくブロントをチビ恐竜から成体化させ前線に出る（第二期77話〜79話）。その後ノーピスの裏切りに遭い、彼に復讐するべくバックランド号を襲撃する（第二期77話）。ノーピスがバックランド号を脱出した後、騙しを抜きにリュウタ達の両親とコスモストーンを引き換えの取引を持ちかけるが、剣竜たちに満場一致で拒否される（第二期78話）。現代の三畳市で全てのコスモストーンを強奪し黒い翼竜を誕生させるが、ジャークベースごと全員が同化させられてしまう。黒い翼竜の体内で幻影となってDキッズ達の前に立ちはだかる（第二期79話）。
グーネンコ
声：間宮康弘
ザンジャークの乱暴者。名前の由来はじゃんけんの「グー」から。
大きな体で力任せな性格。赤い肌の巨漢で口癖は「〜なんだな」。パートナー恐竜はティラノサウルスのギガス。
マルムからは「スケベオヤジ」というあだ名をつけられている。なお、本人は「スケベオヤジ」の意味が分かっていない模様。
ザッパー
声：佐藤せつじ
ザンジャークの切れ者。名前の由来はじゃんけんの「パー」から。
素早く動き、ずる賢い性格。青い肌の細身の男で口癖は「〜だったりして」。パートナー恐竜はステゴサウルスのアルマトゥス。
マルムからは「チョイキモオヤジ」というあだ名をつけられている。なお、本人は「チョイキモ」は認めているが「オヤジ」は認めていない。
ミハサ
声：谷井あすか（第二期53話〜62話）、弓場沙織（第二期63話〜79話）
ザンジャークの紅一点。名前の由来は「ハサミ」から（ハサミ→チョキ）。
一見美人だが、冷酷な性格。口癖は「〜かもね」。パートナー恐竜はトリケラトプスのマキシムス。名前の由来は「ハサミ」から（ハサミ→チョキ）。
マルムからは「かも姉（ねえ）」というあだ名をつけられている。
戦国時代編では、Dキッズたちとの戦いで一時的に記憶をなくし、武田側のくノ一「ハサミ」として暗躍し、グーネンコやザッパーとも敵対するが（第二期63話〜66話）、記憶が戻った後は武田信玄が奪ったコスモストーンを偶然入手しザンジャークに戻った（第二期66話）。
ノーピス
声：平川大輔
時空を彷徨っていたところを宇宙海賊ザンジャークに助けられ、ザンジャークの一員として共に行動する。エンシェント夫妻にコスモストーンの力を利用した機械を作らせて研究させ、コスモストーンの持つ属性の力を利用して、またしても恐竜の進化を目論む（第二期63話〜78話）。
第二期終盤、ジャークの命令によりわざとザンジャークを裏切ったふりをしてDキッズ側の捕虜となってバックランド号に幽閉された後で脱出し、グーネンコと共に行った陽動作戦によってDキッズ達が手に入れていた2つのコスモストーンを強奪した（第二期75話）。しかし、遂にザンジャークすら裏切り、コスモストーンを持ち出してゲルジャークを伴いバックランド号を占拠。第一期における自身の目的を達成させようとする。自身の手で強化したシークレット恐竜のクリオロフォサウルスはアーマー無しにも関わらず高い攻撃力と素早さを持ち、その強さはDキッズやアクト団、そしてザンジャークの恐竜が束になってかかってもかなわないほどであった（第二期77話）。ゲルジャークが全て退治され、ソーノイダの開発した雷のディノコンボわざ「ファイナルサンダー」（アーケードゲーム版における「イナズマファランクス（稲妻発電）」）で一旦ガブに倒された後、残ったブラックコスモストーンとクリオロフォサウルスのカードを持ち出して逃亡し、現代に現れる。現代ではDラボを占拠し、バックランド号に仕掛けておいたゲルジャークに残りのコスモストーンを再び強奪させ、今度こそ目的を達成しようとするが、ジャークアーマー恐竜の攻撃によりDラボは倒壊（第二期78話）。ソーノイダと同様生死不明と思われたが、生き残ったゲルジャークによって介抱され奇跡的に生還。コスモストーンによって誕生した黒い翼竜を目の当たりにし、個人の意志により人為的な手段でむやみに生物の進化を促してはならない事を漸く悟り改心。黒い翼竜を倒すためリュウタ達と共闘することとなった。最後は単身バックランド号を動かし黒い翼竜の核に特攻し遂に黒い翼竜を滅ぼす事に成功した。その後一命は取り留めたものの、彼自身は意識不明となった（第二期79話）。
ゲルジャーク
声：不明
ザンジャークの戦闘兵。ゲル状の体をしており顔にはザンジャークの紋章がある。ゲルゲルという声を発するので「ゲルゲル」と呼ばれることが多い。
普段はボールのような姿をしているが（第二期51話）、あらゆる人や物への擬態及び変身能力を持ち（第二期75話、77話）、また集団で寄って集って恐竜を足止めすることもできる。自我を持たないはずであるが、やや人間臭い行動をすることもある（第二期68話など）。体のほとんどが水分で構成されているためか、塩を弱点としている（第二期77話〜78話）。終盤ではノーピスの指示通りに働き、生き残った個体が倒壊したDラボの中からノーピスを救出した（第二期75話〜79話）。

## ゲストキャラクター

### 未来

#### ロトとロアの家族
ロト・ロアの父
声：高宮武郎
ソーノイダの養子。工作員トリオと共に、ソーノイダに養育された。
ロト・ロアの母

### 現代

#### 三畳小学校
みっちぇる
声：雨蘭咲木子
リュウタ、レックス、マルム、フミのクラスである三畳小学校6年A組の担任。名前の由来は本名が「みちる」であることから。ウサラパと同じく「おばさん」と言われると反応する。
クラスのアイドルだと自称するテンションの高い教師で、遠足当日、生徒より後に来て遅刻したり、遠足に行くとは思えない格好で来たり、出席確認すらしなかったりなど、教師としてはかなり抜けているところがある。鍾乳洞でウサラパとお互い見栄を張った不毛な争いをし、さらに自分の弁当を盗まれてからウサラパを天敵だと思い込んでいる（第一期21話）。

#### TV局・芸能関係
滝波アナウンサー
声：中司優花
三畳市のテレビ局のアナウンサー。事件現場に駆けつけ冷静に報道をする凄腕アナウンサーで、劇中で恐竜関連のニュースは全て彼女が担当する。

#### 空港
鈴木
声：風間秀郎
リアスと面識のある空港の管制官の男性。動物嫌い。当初マルムはリアスと鈴木が交際していると思い込み、姉が彼に会うために空港に来てるのではないかと勘違いするほどのイケメンだが、既婚者である。アクト団がメガラプトル目的で空港へと襲撃し、ティラノに襲われるも彼は危険を顧みず、果敢にも管制官としての仕事を全うした。このとき彼を守ってくれたパラパラやほかの恐竜たちの正体は知られていない。なお襲撃中にウサラパは彼に一目ぼれしナンパを試みたが、彼は真顔で「おばさん」呼びし、逆上される結果に終わる（第一期22話）。

#### ネス湖
ジョン
声：田代有紀

モーガン
声：廣田行生

会長
声：駒谷昌男

#### ケニアの密猟団
ウンガロ
声：青山穣

#### ペルーの村人
長老
声：大木民夫

#### ナイアガラの滝
アッパー
声：チョー

#### インドの富豪・ミーナの家族
ミーナ
声：笹本優子
インドに住む富豪の娘。
ガンジス河で夕陽に向かって泳ぐと夢が叶うという昔話を信じ、理想の王子様との出会いを夢見ていた。雁字搦めの生活に嫌気が差し、夢を叶えるために屋敷から飛び出してしまう。そこで恐竜を探しにきたDキッズと出会い、お姫様に憧れていたマルムと一時的に入れ替わった。「デルタドロメウス」を発見し、共にガンジス河で夕陽に向かって泳いだ時にアクト団に襲われたがガブに助けられ、自分の理想の皇子様はガブであると悟った。その後彼女は自分の屋敷に戻ることを決意する。事件のきっかけにより彼女は恐竜の勇姿に感動し、将来恐竜を研究する学者を目指すこととなり、リュウタたちからメンバーバッジを進呈され、Dラボ直属ではないものの、正式にDキッズのメンバーとなった（第一期33話）。
タージム
声：古田信幸

シルバ
声：定岡小百合

#### ハリウッド
スピノバーグ
声：髙階俊嗣
アメリカの映画監督。名前の由来はスティーヴン・スピルバーグとスピノサウルスから。代表作は『インディ・ジョーズ』（『インディ・ジョーンズ』シリーズと『ジョーズ』シリーズのパロディ）、『A.T.』（『E.T.』のパロディ）など。最新作の恐竜映画『ジュラジュラパーク』（『ジュラシック・パーク』シリーズのパロディ）のアドバイザーとなったオーエン博士と恐竜の造形を巡って対立する（第一期41話）。
助監督
声：川村拓央
スピノバーグの助手の助監督。『ジュラジュラパーク』のパンフレットには、名前はタランティエ（Tarantie）とある。
ジョニー・デッパ
声：平川大輔
アメリカのハリウッド俳優。名前の由来はジョニー・デップから。

#### 京都
詩乃
声：天野由梨

師匠
声：吉田美保

### 過去
第二期のゲストはそれぞれの時代の人物であり、現代の人物のゲストはほとんど登場しない。Dキッズたちは時にその時代の一部の人間と協力、または敵対することがある。一方、ザンジャークはコスモストーンを手にいれるために手を組むことがある。

#### 共和政ローマ
紀元前73年の共和政ローマが舞台となる。イエローコスモストーン（雷電の玉）の所在地である（第二期51話〜54話）。
スパルタカス
声：勝杏里
元はトラキアの王子だったがローマ軍に侵略され剣闘士にさせられる。後に不当な支配体制を敷く独裁官スッラに反旗を翻し反乱を起こす（第三次奴隷戦争）ことを考えリュウタたちに助力を求めたが、恐竜は戦争の道具ではないとして拒否される。
ソフィア
声：沢口千恵
スパルタカスの妹。雷電の玉（イエローコスモストーン）を兄に渡すためにローマへ向かう。
スッラ
声：茶風林
共和制ローマの独裁官。

#### 18世紀の西インド諸島（カリブ海）
西暦1718年の西インド諸島（カリブ海）が舞台となる。ブルーコスモストーン（インカの秘宝）の所在地である（第二期55話〜58話）。
黒髭
声：廣田行生
黒髭海賊団の船長。オウムを肩に乗せている。秘宝（ブルーコスモストーン）を狙っている。
コパー
声：間宮康弘
黒髭海賊団のメンバーで右目に眼帯をしている。
ロジャー･オハラ
声：佐藤美一
貿易商人。商船の船長だったが、秘宝（ブルーコスモストーン）の地図を持っていたために黒髭に狙われ、さらにシルバー中尉に放火犯および窃盗犯の濡れ衣を着せられてしまう。一度は黒髭に捕らえられるも後に解放される。
ジム・オハラ
声：小林希唯
ロジャーの息子で、貿易商人見習いの少年。マルムに一目惚れし、リュウタとレックスには素っ気ない態度をとっていたが徐々に認める。生きる時代が違うためにマルムへの想いは実らなかったものの、最後にキスはしてもらえた。
ロバート船長
声：髙階俊嗣
イギリス海軍の軍人。ソーノイダが「キャプテン・白髭」と名乗ったため当初はリュウタ達を海賊と思っていたが、後にその誤解は解けた。
シルバー中尉
イギリス海軍の軍人だが、黒髭と内通しており、後に逮捕された。

#### 7世紀唐代の中国・西域（西遊記の世界）
西暦636年の中国唐代の西域が舞台となる。パープルコスモストーンの所在地である（第二期59話〜62話）。
玄奘三蔵法師
声：藤田圭宣
中国唐代の訳経僧。当初初めて見た恐竜を妖怪だと思い込み、立ちすくんだ。重度のお人好しであるためにさまざまなトラブルを引き起こし、リュウタたちを困らせていたが、一連の旅を通して頼もしい僧侶へと成長した。

#### 戦国時代の日本
西暦1572年の日本・中部地方における二俣城の戦い、および三方ヶ原の戦いが舞台となる。ホワイトコスモストーン（八岐大蛇の宝玉）の所在地である（第二期63話〜66話）。
徳川家康
声：塩屋浩三
服部半蔵
声：青山穣
武田信玄
声：木村雅史
お風
声：斎藤恵理

#### 中世のイスラーム世界（アラビアン・ナイトの世界）
西暦757年のペルシャに存在したという架空の王国、サルターン王国が舞台となる。同国は東西交易の通商路として栄えているが、盗賊の活動も問題視されている。レッドコスモストーンの所在地である（第二期67話〜70話）。
シェーラ姫
声：伊藤静
サルターン王国の王女。
スルタン（国王）
声：白熊寛嗣
サルターン王国の国王で、シェーラの父。モデルはアッバース朝2代目のカリフ「アル＝マンスール」。
ラシード
声：桐本琢也
サルターン王国の大臣。ザイードを利用して、国家転覆を企てている。
ザイード
声：駒谷昌男
サルターン王国、およびその周囲で活動している盗賊の首領。
アラジン
声：桐井大介
部下のジャジャーンと共に魔法のランプと偽ってランプを売りつける悪徳商法をしていた商人だったが、シェーラ姫を助け、地下牢に囚われていた国王を脱出させたことで国王に信用される。

#### ブルボン朝創成期のフランス（ルイ13世とマリー・ド・メディシスの治世・三銃士の世界）
西暦1615年のフランス王国が舞台となる。グリーンコスモストーン（ガイアの碧眼）の所在地である（第二期71話〜74話）。
ルイ13世
声：斉藤瑞樹
アンヌ王妃
声：中司優花
マリー皇太后
声：斉藤貴美子
リシュリュー
声：竹田雅則
ダルタニアン
声：渕崎ゆり子
コンスタンス
声：小宮山絵里

#### 旧石器時代の日本
紀元前2万年〜紀元前1万年頃の日本が舞台となる。ブラックコスモストーンの所在地である（第二期76話〜77話）。

## パートナー恐竜
ガブ / 轟け！トリケラトプス！
声（チビ恐竜）：谷井あすか（第一期1話〜第二期63話）、中司優花（第二期68話〜79話）
雷属性のトリケラトプスでリュウタのパートナー恐竜。何にでもガブガブ噛み付く癖があることからリュウタが名付けた。無邪気で人懐っこい性格で、チビ恐竜のときはガブガブと鳴く。
Dキッズの恐竜の中でも特に攻防に優れており、Dキッズ傘下の恐竜におけるトップとも言える存在。必殺技として雷撃を放つ「エレクトリックチャージ（来雷蓄電）」（デフォルト）、「サンダーバズーカ（雷角回弾）」、「ライトニングスラスト（雷槍角刺）」、「ガトリングスパーク（瞬雷千烈）」を使うなど、接近戦を得意としている。他に「ギガライディーン（激力雷電）」や「プラズマアンカー（雷錨牽引）」を使うことで、遠隔戦も戦うことができる。第一期31話では、ペルーの神殿の守護者として「パウパウパワー」を使ってパウパウサウルスを召喚した。ディノテクターが完成する前まではガブのサンダーバズーカとエースのサイクロンの合体わざ「サンダーストームバズーカ」をひっさつわざとして使っていた。ディノテクターを装備したときに使えるアーマーわざは「アルティメットサンダー（究極雷撃）」。水属性の恐竜に強く、土属性の恐竜に弱い。
高いところは苦手というわけではないが飛行機に乗るのはあまりなれておらず、パニックを起こしたこともあった（第一期22話）。
第一期の最終回でカードに戻って永久保存されることとなり、リュウタと別れることになったが、第二期で両親がザンジャークに連れ去られてからは、ザンジャークと戦うため再びリュウタのパートナーとして活躍する。終盤、ノーピスのクリオロフォサウルスとの戦いにおいて、ソーノイダの開発した雷のディノコンボ「ファイナルサンダー」でノーピスを破った。
イメージカラー及びエレメントブースターとディノテクターの色は黄。
ティラノ / 燃え上がれ！ティラノサウルス！
声（チビ恐竜）：中司優花
炎属性のティラノサウルスでアクト団のパートナー恐竜。登場時から既にアクト団が手にしていた恐竜で、乱暴かつ反抗的な性格で食いしん坊。食事をしっかり与えないと騒動の引き金になる場合も多い。一方でタルボーンヌには頭が上がらず、またロトとロアにはよく懐いている（第一期1話など）。チビ恐竜のときはガブ同様なんでも噛み付く事が多い。
成体化した際の攻撃力は非常に高く、「マグマブラスター（猛炎奔流）」、「ヒートイラプション（灼熱火砕）」、「ボルケーノバースト（爆炎壁攻）」（デフォルト）など火力重視の攻撃を行なう。他に通常わざの「テイルスマッシュ」と「ネッククラッシャー」、特殊わざの「最後の力」、「必殺ふうじ」、「パウパウパワー」を用いることもある。実は「フライトブレイズスピン（灼熱大車輪）」のカードも持っているが、使う寸前にいつも邪魔が入るため一度も使ったことがない（第一期27話）。ディノテクターを装備したときに使えるアーマーわざは「アルティメットファイアー（究極炎撃）」。風属性の恐竜に強く、水属性の恐竜に弱い。
第一期の最終回でガブたち同様、カードとして永久保存されることになり未来へと帰還するが、第二期からはザンジャークとの戦いのために再びアクト団と一緒にいられることとなった。「アルティメットファイアー（究極炎撃）」の実演実験ではジャークアーマー恐竜のエドモントニアを一撃で破った（第二期55話）。第二期最終回ではジャークアーマー恐竜のギガス相手にアルティメットファイアーで相打ちし、カードに戻る。
イメージカラー及びエレメントブースターとディノテクターの色は赤。
エース / 吹き抜けろ！カルノタウルス！
声（チビ恐竜）：田村聖子
風属性のカルノタウルスでレックスのパートナー恐竜。その名は一番を目指すようレックスが名付けた。レックス同様クールでおとなしい性格だが、少し神経質なところもある。
動作が俊敏で、持ち前の素早さを活かして相手を攪乱させる。風属性故の素早さを活かして、「カマイタチ（風刀切刻）」、「サイクロン（疾風無敵）」（デフォルト）、「ニンジャアタック（分身術攻）」、「ハリケーンビート（暴風乱打）」、「カゲロウ（幻舞連爪）」などスピードを重視したわざを使う。他に「ソニックブラスト（爆風大渦）」を使うことで遠隔戦にも対応できる。ディノテクターが完成する前まではガブのサンダーバズーカとエースのサイクロンの合体わざ「サンダーストームバズーカ」も使っていた。ディノテクターを装備したときに使えるアーマーわざは「アルティメットウィンド（究極風撃）」。草属性の恐竜に強く、炎属性の恐竜に弱い。
その一方、水恐怖症であり（第一期8話〜）、海や噴水も恐れ、風呂に入ることも嫌う。この弱点はレックスが水難に陥った事で一時的に克服したが、それでもまだ少し苦手な様子である（第一期32話）。
第一期の最終回でガブとパラパラ同様、カードとして永久保存されることになりレックスとともに未来へと帰還するが、第二期で両親がザンジャークに連れ去られてからは、ザンジャークと戦うため再びレックスのパートナーとして復帰する。
レックスの養父であるオーエン博士によってカナダのアルバータ州の恐竜発掘現場でカードとして発見された（第一期2話）。
イメージカラー及びエレメントブースターとディノテクターの色は灰色。
パラパラ / 芽生えよ！パラサウロロフス！
声（チビ恐竜）：渕崎ゆり子
草属性のパラサウロロフスでマルムのパートナー恐竜。その名は音楽に乗って踊ることからマルムが名付けた。マルム同様気が強い性格で、暴れるガブとエースをおさえつけるなど、マルムに似た面も見受けられる。しかし場合によっては3匹の中で一番空気が読めない行動を取る事もしばしばある。多くの動物と同じく、服を着させられることを嫌っている。
回復系の超わざ「ネイチャーズブレッシング（深緑恵癒） 」がデフォルトのわざで、ガブとエースをサポートをする役回りが多いが、所有するわざの数も多く、通常わざの「ストンピングハンマー」や超わざ「エメラルドガーデン（緑輝庭園）」の他、「ビッグフットアサルト（朋巨大圧）」、「メタルウイング（朋鋼翼撃）」、「グリーンインパルス（緑翼編隊）」などのお助け恐竜との連携攻撃も得意としている。ディノテクターを装備したときに使えるアーマーわざは「アルティメットリーフ（究極草撃）」。土属性の恐竜に強く、風属性の恐竜に弱い。
第一期の最終回でガブとエースとともに、カードとして永久保存されることになり未来へと帰還するが、第二期でマルムの両親たちがザンジャークに連れ去られてからは、ザンジャークとの戦いのために再びマルムのパートナーとして行動をともにしている。第二期74話ではグリーンコスモストーン（ガイアの碧眼）を飲み込んだ状態でアルティメットリーフ（究極草撃）を使い、ジャークアーマー恐竜のマキシムスを一撃で倒すなどして活躍したが、コスモストーンの力が強すぎたためにその後暴走し始め、カードに戻された。
エース同様、オーエン博士によってカナダのアルバータ州の恐竜発掘現場でカードとして発見された（第一期2話）。
イメージカラー及びエレメントブースターとディノテクターの色は緑。
スピノ / 湧き上がれ！スピノサウルス！
声（チビ恐竜）：小宮山絵理
水属性のスピノサウルスでアクト団が最初に捕獲した恐竜。その後もアクト団に連れられ、リュウタたちの前に敵として現れた。ロトやロアのために働くこともある。ティラノとペアで出てくるなど、出番はティラノに次いで多い。
相手のわざを封じる「ショックウェーブ（激流封印）」がデフォルトのわざであるが、「ウォーターソード（暫流剣）」、「ハイドロカッター（水刃斬波）」、「フタバメガキャノン（双葉大砲）」などを使い海中戦や遠隔戦で活躍する。他に通常わざの「テイルスマッシュ」を使うこともある。第二期74話では、Dキッズを助けるために「アンハングエラ・ダイブ」を使用した。ディノテクターを装備したときに使えるアーマーわざは「アルティメットウォーター（究極水撃）」。炎属性の恐竜に強く、雷属性の恐竜に弱い。
第二期では、ザンジャークの恐竜と戦うたびに倒されてしまうということが多くなったが、第二期57話ではカリブ海でジャークアーマー恐竜のジョバリアと海中戦を繰り広げ、見事勝利している。
イメージカラー及びエレメントブースターとディノテクターの色は青。
サイカ / 揺るがせ！サイカニア！
声（チビ恐竜）：中司優花
土属性のサイカニアでアクト団が2番目に捕獲した恐竜。その後もアクト団に連れられ、リュウタたちの前に敵として現れた。ロアのために働くこともある。掛け声は「揺るがせ！サイカニア！」だが、「盛り上れ！サイカニア！」であったこともある（第一期21話）。
相手を地割れに落とし込む「ヘルアースクエイク（大地激怒）」（デフォルト）や「ラッシュスパイン（放射棘槍）」、「クエイクセイバー（土竜聖剣）」などの攻撃力の高いわざの他、土の力で盾をつくって防御する「アースバリア（大地土盾）」を使う。他に通常わざの「テイルスマッシュ」と「ダイノスイング」を使うこともある。第二期74話では、Dキッズを助けるために「トゥプクスアラ・ダイブ」を使用した。ディノテクターを装備したときに使えるアーマーわざは「アルティメットアース（究極土撃）」。雷属性の恐竜に強く、草属性の恐竜に弱い。
ティラノやスピノに比べて登場回数が少ないため、影が薄かったが、第二期62話ではコスモストーンに反応した途端に張り切って穴を掘るなどの活躍を見せる。
イメージカラー及びエレメントブースターとディノテクターの色は紫。

## 用語

### Dキッズのツール・アイテム
ディノホルダー
石板の力を使いやすくするために剣竜が開発した小型アイテム。内部には、絶滅に瀕した恐竜たちの思念が集まった石板のかけらが収められている。恐竜カードをスラッシュすることで恐竜を自在に呼び出し、成体化させたり、幼体化させたりすることが出来る。わざカードを使うことで恐竜の攻撃を強化することが可能となるが、超わざカードは石板と同じ紋章が描かれた同じ属性のカードでなければ使うことが出来ない。世界各国に恐竜が現れた場合に反応し、Dラボから始点として、恐竜が現れた場所へと瞬時に移動できる「ディノテレポート」が使える。マナーモードを含めた通信機能も兼ね備えており、カードを収納することができる。後に改良が進められ、初期の頃は新しい恐竜しか反応しなかったが今まで出てきた恐竜にも反応するようになり、さらに多くのカードを取りやすくするために、トリガーを押すと本体の頭部が開閉できるようになった。一方、耐久性は低く、物理的なショックや水に落としたりして動かなくなったりなど、破損することが多々あった。また、ノーピスが極秘で開発し、強化した石板のコピーが入ったノーピス専用の黒いディノホルダーもある。
ディノライザー
第二期から登場。Dキッズが手首に装着するツール。クリテイシヤ博士とリアスが未来の科学技術でディノホルダーの機能を参考にして作ったディノホルダーの改良品。内部には石板のかけらが収められている。エレメントブースターをセット（ディノテクトオン）することで、恐竜たちにディノテクターを装着させて、パワーアップすることが出来る。
ディノガジェット
第二期から登場。Dキッズが腰に装着するツール。ディノライザーのバックアップ機で、クリテイシヤ博士とリアスが開発した恐竜カードとわざカードの収納用アイテム。
エレメントブースター
恐竜たちにディノテクターを装着させ、ザンジャークのジャークアーマー恐竜に対抗するためのパワーアップ用アイテム。ディノライザーまたはアクトホルダーにセットすることで装着できる。ソーノイダがジャークアーマーの残骸からを分析して開発に成功した。
恐竜の属性に合わせて6種類存在し、形や色は対応する属性の色が用いられている。
バックランド号
エンシェント博士やソーノイダたちが石板のパワーを用いて造ったタイムマシン。移動したい時代を設定して発進ボタンを押せば始動する。破壊された建造物などを修復できる復元装置やステルス機能がついている。名前の由来はメガロサウルスを研究したイギリスの古生物学者「ウィリアム・バックランド」から。
エンシェント博士が恐竜保護のプロジェクトのために使っていたが、ソーノイダとノーピスの陰謀によって奪われてしまった。第一期ではアクト団の基地、アジ島となっていた。
第二期ではアクト団だけでなくリュウタたちDキッズの基地としても使用される。終盤、ノーピスの罠にはまり、残されたジュラサンがゲルジャークの電撃棒によって機能停止にされ、墜落させられるがすぐに復帰しジャークベースに囚われたままの両親を救出するべく黒い翼竜に突入する。リュウタたちをジャークベースに移した後、ノーピスが黒い翼竜に特攻するのに使われ倒すことに成功するが、再起不能となり、レックスたちはザンジャークのタイムマシンで未来へ帰ることとなった。

### 恐竜関連
石板
エンシェント夫妻が2126年に、白亜紀後期の地層で見つけた石板で、秘属性を除く6属性に対応した6つのかけらと中心部分から成る。地球の生物たちの生命のパワーが具象化したもので、絶滅に瀕した恐竜たちの思念が詰まっている。もとは6500万年前の隕石とともに地球にやって来たもので、隕石に反発しようとした地球と、絶滅しかけた恐竜たちの生命のパワーによって生み出されたとされる。
ノーピスが石板のコピーの製作に成功したことで、本物の石版を持たなくとも恐竜を召喚できるようになったが、成体化はできても幼体化はできなくなった。タイムマシンの動力源にもなるが、石板のコピーでは代用できないため、第二期最終回でレックスたちが未来に帰る際はザンジャークのタイムマシンを利用した（そのため、ザンジャークは石板のパワーによらないタイムトラベルシステムを開発していたことになり、少なくともタイムトラベルのための動力源は石版だけではない）。第二期の最終決戦で黒い翼竜を倒すために使われ、コスモストーンとともに破壊された。
恐竜カード
本物の恐竜が封じ込められているカード。エンシェント博士によって、6500万年前に絶滅してしまう恐竜たちを保護する目的で開発されたのが始まりである。同種の恐竜カードは複数枚存在する場合もある。
石板と接触させることで、そのカードの恐竜が召喚され、体力を消耗するとカードに戻る。また、カードに描かれた6つの属性（炎、水、雷、土、草、風）と同じ属性の物質に触れたときも恐竜が召喚されることがある。他の恐竜に倒されるなどしてカードに戻った場合は、カードは地上に落下し回収する必要が生じるが、召喚者の意思でカードに戻った場合は召喚者の手元に自動的に帰ってくる。
わざカード
恐竜たちにわざを発動させるカードで、ソーノイダが恐竜バトルの目的で開発した。恐竜カードの属性と同じ属性のわざ（超わざ）を使うと最大限の力を発揮する。
恐竜カードといっしょにカプセルに入っていることもあり、恐竜カードと接触した状態でカードに描かれた6つの属性と同じ属性の物質に触れるとわざカードの能力を持った状態で覚醒し、恐竜の意志でわざを発動できるようになる。
タマゴ型カプセル
恐竜カードが入っているタマゴ型のカプセル。わざカードが一緒に入っていたり、わざカードだけが入っていたりすることもある。サウロロフスは1つのカプセルに2枚の恐竜カードが入っていた。
お助け恐竜
戦闘の際、Dキッズ及びアクト団の召喚する恐竜のサポートを行なう恐竜または古生物。
チビ恐竜
恐竜カードをスラッシュする際、奥から手前へスラッシュすると成体になるが、手前から奥へスラッシュすると幼体になり、その幼体の姿の俗称をチビ恐竜と呼んでいる。
ガブ、エース、パラパラ、ティラノ、スピノ、サイカ、パキケファロサウルス、テリジノサウルス、ディノニクス、メガロサウルス、ブロントの11体にのみ確認されている。石版のコピーでは幼体化できないはずであるにも関わらず、なぜブロントがチビ恐竜の姿でいられたのかは不明である。
本アニメにおける恐竜の幼体は犬程度の大きさであり、リュウタたちは剣竜の助言で周囲の人間たちからの詮索を避けるため、ガブたちのことを新種の犬だと言い張っている。亜紀にも第二期までは犬であるとしてしばらく正体を知らせていなかった。
第二期の最終決戦で石版が破壊されたため、幼体化はできなくなった。
バトルフィールド
恐竜同士が戦う際に出現する特殊フィールド。通常は空間がゆがむ程度だが、一度に多くの恐竜が召喚されるなどして時空のゆがみが大きくなると周囲が中生代（恐竜時代）のような空間になる（実際に恐竜時代にタイムスリップしているわけではない）。
初期の頃は全体的に暗い色調で演出されていたが、第一期第14話からキャラクターが明るい色調で表現され、第一期37話から空の色だけが変わる形になった。
ディノモンド
通常より数倍の大きさを持つ巨大な琥珀。オーエン博士がセイスモサウルスの胃の化石から発見したが、アクト団によって奪われた。この琥珀の粉末を溶鉱炉などの高温熱源に入れると大量のエネルギーが放出され、純粋なアクトメタルが精製される。アジ島のマシンパワーを全開にさせるはずだったが、主電源につないでもあまりパワーアップしなかった。
コスモストーン
石板と同じく6500万年前の隕石とともに地球にやって来て恐竜を滅ぼした7つの小さな球状の宝石である。イエロー、ブルー、パープル、ホワイト、レッド、グリーン、ブラックの全7種類から成り、それぞれが恐竜の属性（雷、水、土、風、炎、草、秘）に対応しているため、属性の相性に応じて、恐竜を強化させたり、弱体化させたりすることができる。 それぞれ高いエネルギーを持った危険物質であり、それぞれの特定の効果は明かされていないが、一般に人間が素手で触れることはできない（スパルタカスはイエローコスモストーンに触れることができる唯一の人物であった）。機械には影響を与えないらしく、タルボーンヌは素手で掴むことができた。 7つ全てが組み合わされると、それらは宇宙を破壊するのに十分なエネルギーを放出すると言われている。 コスモスストーンは世界中に散らばっているが、ブラックコスモスストーンの発見の経緯を考えると、全てのストーンが同じ期間に存在するはずであるため、ストーンを見つけるためになぜタイムトラベルする必要があるかは不明である（おそらく、ザンジャークは最も簡単に手に入れることができる時間上でストーンを探していたのであろう）。ザンジャークはコスモストーンを揃えることで宇宙をコントロールできるようになると信じており、全てのコスモストーンを手に入れることで宇宙を支配することがザンジャークの目標である。エンシェント夫妻を誘拐したのもコスモストーンを探し出す装置を開発させるためであるが、彼らはわざと一部に欠陥を生じさせて作るなど妨害工作を行なっていた。 その一方でノーピスは、コスモストーンを揃えると、この宇宙を含む全ての時空間だけでなく、次元全体が破壊され、宇宙の再起動をもたらす、つまり新しい進化の始まりが起こると考えていた。 ノーピスにはこの新たに再起動された宇宙を支配する野望があったが、後に7つのコスモストーンが一つになり、黒い翼竜が形成されると、彼はこれほどに大きな力を制御してはならないと悟り、バックランド号を動かし黒い翼竜の核に特攻して黒い翼竜を滅ぼした。その際コスモストーンは石版とともに残らず破壊された。マーベル・シネマティック・ユニバースにおけるインフィニティ・ストーンとのいくつかの類似性が指摘されている。
コスモストーンの所有者または所在地の変遷は以下の通りである。
- イエローコスモストーン：ソフィア→スパルタカス→ミハサ（ザンジャーク）→ノーピス→Dキッズ・アクト団→ノーピス→ザンジャーク→破壊
- ブルーコスモストーン：宝島→ミハサ（ザンジャーク）→ノーピス→Dキッズ・アクト団→ノーピス→ザンジャーク→破壊
- パープルコスモストーン：両界山（五行山）→ザッパー（ザンジャーク）→ノーピス→Dキッズ・アクト団→ノーピス→ザンジャーク→破壊
- ホワイトコスモストーン：洞窟→レックス（Dキッズ）→服部半蔵→ミハサ（くノ一）→武田のくノ一→武田信玄→ミハサ（ザンジャーク）→ノーピス→Dキッズ・アクト団→ノーピス→ザンジャーク→破壊
- レッドコスモストーン：ペルシャの洞窟→ジーニー（ティタノサウルス・コルバーチ）→タルボーンヌ（アクト団）→Dキッズ・アクト団→ノーピス→ザンジャーク→ノーピス→Dキッズ・アクト団→ノーピス→ザンジャーク→破壊
- グリーンコスモストーン：バサシ城→パラパラ→ルイ13世（フランス王国）→Dキッズ・アクト団→ノーピス→ザンジャーク→ノーピス→Dキッズ・アクト団→ノーピス→ザンジャーク→破壊
- ブラックコスモストーン：火山→マンモス→Dキッズ・アクト団→ノーピス→ザンジャーク→破壊

### アクト団関連
アクトホルダー
アクト団が使用する恐竜召喚用のツール。恐竜カードをスラッシュする際の掛け声は「アクトスラッシュ！」。3つ存在しており、炎、水、土の石板が入っているが、石板のコピーを使用しているためか、他属性でも使えるらしく、風属性の「ユタラプトル」、雷属性の「スティラコサウルス」、草属性の「アルティリヌス」を召喚したり、草の超わざ「スーパーインパクト（超竜衝撃）」を発動したこともある。
第二期からはディノライザーと同様、エレメントブースターをセット（ディノテクトオン）することで、恐竜たちにディノテクターを装着させ、パワーアップすることが出来るようになった。
アジ島
アクト団が使用していた島。実はバックランド号というタイムマシンだった。
恐竜占い
ソーノイダが恐竜が出現する前にカードの場所を見つけだすために行う、恐竜の骨を使った占い。エドが「非科学的なのによく当たる占い」と言っているように、的中率は高い。
超アクト恐竜
アクト団の秘密兵器によって強化され、洗脳されてしまった恐竜。体色や模様は赤紫色がベースになっている。アニメでは超A.アクロカントサウルスの1体のみしか登場していない。
シークレット恐竜
恐竜と超わざカードをソーノイダが開発した特殊な技術で融合させた七色に光る恐竜。第7の属性「秘」を持ち、どの石板でも召喚することができる。それ以外に、カードが太陽などの光に触れてもその恐竜が召喚される。ノーマル恐竜に比べ、能力が強化されていて、専用の超わざを持っているのが特徴である。
ソーノイダが創り出したシークレット恐竜はパキケファロサウルス、テリジノサウルス、ディノニクス、メガロサウルスの全4体。ソーノイダがタマゴから返して一から育てたが、パキケファロサウルスはあまやかしすぎ、ディノニクスとテリジノサウルスには厳しくしすぎと、育て方が悪かったせいか最終的に返り討ちにあっている。一方メガロサウルスはその常軌を逸した凶暴性からソーノイダは親権を放棄しており、召喚時ソーノイダの意志とは無関係に暴走した。
ソーノイダが創り出した4体以外にジャークのブロント（アニメ版でのブロントは秘属性となっているが、ゲーム版ではアパトサウルスが秘属性、ブロントは水属性と区別されている）とノーピスのクリオロフォサウルスが登場している。
アクトコントローラー
アクト団が恐竜をマインドコントロールして自在に戦わせるための装置。
スーパーアクトコントローラー
第一期の後半から登場した強化型アクトコントローラー。超アクト恐竜を創り出すことができる。
アクトボール
アクトコントローラーやスーパーアクトコントローラーによってコントロールされた恐竜の周りに取り付けられる発信機。
アクトメタル
アクト団のマシンの動力部をコーティングするために必要な物質で、貴重な金属。ソーノイダによると、鉱石から取り出しただけでは不純物が多く、不純物を除いて精製するためにはディノモンドをテラエネルギーに変換する必要があるが、コーティングが不完全なリアクターではディノモンドのエネルギー変換はできないとのことである。

### 謎の存在
光の翼竜
声：中司優花
時空の狭間でリュウタたちの前に現れ、コスモストーンの保護を求めてコスモストーンの所在をDキッズらに教える白色光を纏った謎の翼竜。翼竜とはいってもプテラノドンのような厳密な意味での翼竜の姿ではなく、むしろミクロラプトルのような姿をしている。
終盤、6つともザンジャークの手にわたってしまった影響で苦しみだし、愛想が尽きたかのように最後のコスモストーンの在り処を伝えることなく姿を消した。そして再び現れた時にはノーピスを追って現代に戻ろうとするリュウタたちの前に現れて阻止しようとするが、制御が効かなくなったバックランド号と衝突し砕け散る。しかしその後、黒い翼竜を倒そうと奮闘するリュウタたちの前に復活して現われ未来を託す意味で協力する。

### その他
恐竜の化石発掘して女の子にモテる方法100
レックスの誕生日祝いにオーエン博士がレックスに送ったプレゼントの本。
ゴウト団
アクト団のソーノイダ、ウサラパ、エド、ノラッティ〜にそっくりな4人で構成された強盗集団。結局警察に捕まってしまった。 実はアクト団の先祖であるらしい。

## ゲーム版とアニメ版の相違点
ゲーム版とアニメ版における設定の主な相違点を以下に述べる。
- ゲームではリュウタの鼻には常に絆創膏が付いているがアニメでは付いていない。第一期の初回においてガブに鼻の頭を噛まれた際に一度だけ貼っていたのみ。
- ゲームではマルムの上着は閉じた状態だが、アニメでは開いた状態である。
- ゲームでは主要キャラクターで本名が明かされているのはリュウタのみで、レックスやマルムの名字は明言されていない。
- ゲームでは古代博士の下の名前「剣竜」は明言されておらず、単に「古代博士」とだけ表記されている。
- ゲームでは石板は現代の化石発掘現場でリュウタとレックスによって発見されるが、アニメではエンシェント夫妻の研究チームによって2126年に発見される。
- ゲームではディノホルダーによるディノテレポートは石板の力によって空間移動のみならず時間移動もできるとされているが、アニメでは空間移動のみに制限されている。
- ゲームではアクト団は恐竜時代で活動しており、それを止めるためにDキッズが恐竜時代に乗り込むという設定になっているが、アニメでそのような描写が見られるのは第二期の初回のみ。
- ゲームではDキッズの保護者として登場するのは古代博士とリアスのみである。
- ゲームの初期設定ではウサラパは物理学者、ノラッティーはソーノイダの一番弟子の化学者、エドは高校生のハッカー、ロトは基地の近くに住む少年などとされていたが、マルムやリアスが初登場する2007年シリーズからアニメの設定を踏襲する形で、前述のアクト団構成員の肩書きは一部を除き全て取り消された。
- ゲームではウサラパは胸元や足の出た服を、ノラッティーは東洋人風の風貌で赤渕の眼鏡を、ロトはガキ大将風の容貌と大きなヘルメットをそれぞれ着用しているが、アニメではウサラパは全身タイツ風の服を、ノラッティーは西洋人風の風貌で小さく丸いサングラスを、ロトは飛行帽と飛行服を着用している。他のアクト団の団員にも風貌の違いは確認されるが、軽微である。なお、ロトはゲームにおいてもDS版とアーケード用の途中からのキャラクターカードでは、アニメに近い風貌で描写されている。
- ゲームではタルボーンヌやジュラサンは登場しない。
- ゲームでは発動条件に合わないとわざは発動できないが、アニメでは召喚者の自由にわざを発動させることができる。
- ゲームではアクト団の使う恐竜にはアクトボールが付くが、アクトコントローラーやスーパーアクトコントローラーの存在は言及されていない。
- ゲームでは超アクト恐竜を創り出す装置はアクトウェーブだが、アニメではスーパーアクトコントローラー。
- ゲームでは古代剣竜とソーノイダはかつて古生物学の共同研究を行っていたとされているが、アニメではソーノイダの共同研究の相手は剣竜ではなくエンシェント博士。
- ゲームでは2VS2の際の支援効果はあるが合体わざは発動できない。
- サンダーストームバズーカは唯一のアニメオリジナルのわざである。
- ゲームではブラックティラノサウルスは通常のティラノサウルスよりやや大きいものの、アニメのような巨体ではない。
- ゲームでは光の翼竜は登場しないが、カード化されていない未知の特殊わざとして、相手の全てのわざを封じる「ひかりのよくりゅう」が確認されており、その姿は色が金色であるということを除けば、光の翼竜に酷似している[2]。
- ゲームでは石板は登場するが、コスモストーンは登場しない。
- ゲームではディノテクターやジャークアーマーを装着しているときは、支援効果以外ではアーマーわざしか使うことができず、スキャンしたわざや超わざは使えないのに対して、アニメではアーマー装着時でもアーマーわざだけでなく全てのわざが使える。
- ゲームではパワーを溜めないとディノテクターやジャークアーマーを装着することはできないが、アニメでは召喚者の自由にディノテクターやジャークアーマーを装着することができる。
- ゲームではジャークアーマーを装着できるのはザンジャーク専用のギガス他5体のみだが、アニメではシークレット恐竜を含め全てのノーマル恐竜にジャークアーマーを装着できる（ただし、アーマーわざを使えるのはギガス他5体のみ）。
- ゲームではアクトロイドは登場するが、ゲルジャークは登場しない。
- ゲームではザンジャーク専用のギガス他5体も最初はアーマーなしの姿で登場するが、アニメでは最初からジャークアーマーを装着した状態で登場する。
- ゲームではブロントは水属性だが、アニメでは秘属性である（ゲームではアパトサウルスが秘属性、ブロントは水属性と区別されている）。
- ゲームでは雷のディノコンボわざの名前は「イナズマファランクス（稲妻発電）」だが、アニメでは「ファイナルサンダー」となっている。
- ゲームではザンジャークのその後が描かれ、ジャークの孫ゴーマが登場するが、アニメでは登場していない。

## スタッフ
- 原案 - 菅野顕二（セガ）
- 企画 - 竹崎忠（セガ）、宮河恭夫（サンライズ）
- シリーズ構成 - 平野靖士
- シリーズ演出 - 菱田正和
- キャラクターデザイン - 平岡正幸
- メカニックデザイン - やまだたかひろ
- エフェクト監修 - 古橋宏
- 美術監督 - 小山俊久、小川由紀子
- 美術設定 - 長澤順子
- 色彩設計 - 戸部弥生
- 撮影監督 - 末弘孝史
- 編集 - 坂本久美子
- CGスーパーバイザー - 小畑正好
- CGディレクター - 井上喜一郎
- CGプロデューサー・CGコンセプトディレクター - 今西隆志
- CG制作 - SUNRISE D.I.D
- 音響監督 - 伊達渉
- 音響効果 - 横山正和
- 音響制作 - 東北新社
- 音楽 - 福島祐子
- プロデューサー
  - 第1期 - 川本謙一（メ〜テレ）、渡辺洋一（サンライズ）、実松照晃（第一期1話〜15話）→麻生一宏（第一期16話〜49話）（ADK）
  - 第2期 - 川本謙一（メ〜テレ）、渡辺洋一（サンライズ）、麻生一宏（ADK）
- アソシエイトプロデューサー - 妹尾眞治（第一期1話〜第二期3話）→後藤大輔（第二期4話〜第30話）（セガ）
- プロジェクトコーディネーター - 佐々木絵美（セガ）
- チーフプロデューサー
  - 第1期 - 野埼久也（第一期1話〜31話）→宝田寿也（第一期32話〜49話）（メ〜テレ）、尾埼雅之（サンライズ）、生田英隆（ADK）
  - 第2期 - 宝田寿也（メ〜テレ）、尾埼雅之（サンライズ）、生田英隆（ADK）
- アクション監督 - 長生中
- 監督 - 谷田部勝義
- アニメーション制作 - サンライズ
- 製作 - メ〜テレ、セガ、サンライズ、ADK ※各社公式のロゴタイプでなく、丸ゴシック体での表記となっている。

## 主題歌

### 第一期
エンディングでは「弘道おにいさん」こと佐藤弘道が歌う曲に合わせ、作中の登場人物達や恐竜達が楽しく踊るアニメを採り入れたりと、低年齢層を意識した企画が多く盛り込まれている。
オープニング「小さな僕らの大きなハート」
作詞 - 森由里子 / 作曲 - 神坂享輔 / 編曲 - 新井理生 / 歌 - ICHIKO
- 使用話数：第一期1話〜49話

エンディング1 「恐竜マッスル」
作詞 - 森由里子 / 作曲・編曲 - 寺嶋民哉 / 歌 - 佐藤弘道
- 使用話数：第一期1話〜31話
- 本作の主題歌の中で唯一オリコンチャートに入り、週間シングルチャート最高で87位を獲得した曲である。

エンディング2 「恐竜ダダンバ」
作詞 - 森由里子 / 作曲・編曲 - 寺嶋民哉 / 歌 - 佐藤弘道
- 使用話数：第一期32話〜49話

### 第二期
オープニング「宇宙（そら）の子どもたち」
作詞 - 森由里子 / 作曲・編曲 - 新井理生 / 歌 - 佐藤弘道
- 使用話数：第二期50話〜79話
- TBS系『うたばん』で佐藤弘道がゲスト出演したときに、本曲を披露したことがある。

エンディング「フニフニザウルス」
作詞 - 森由里子 / 作曲・編曲 - 新井理生 / 歌 - さかいゆきこ
- 使用話数：第二期50話〜79話
- 2008年4月6日放送分では、映像の一部が本作の次の時間帯に放送されていた『炎神戦隊ゴーオンジャー』にて主人公が変身するヒーロー・ゴーオンレッドの映像に差し替えられた。

## 各話リスト
サブタイトルの大半には「恐竜」というワードが付くが、「ガブ」「サイカニア」など、登場するキャラクターや特定の恐竜名が使われることもある。
| 話数                                                           | サブタイトル                                          | 脚本                                                  | 絵コンテ                                              | 演出                                                  | 作画監督                                              | 舞台                                                                 | 恐竜図鑑                                              | 登場した恐竜・古生物（OP、EDは除き、成体化したもののみ） | 登場したわざ | 放送日                                                |
| 古代王者 恐竜キング Dキッズ・アドベンチャー（第一期）          | 古代王者 恐竜キング Dキッズ・アドベンチャー（第一期） | 古代王者 恐竜キング Dキッズ・アドベンチャー（第一期） | 古代王者 恐竜キング Dキッズ・アドベンチャー（第一期） | 古代王者 恐竜キング Dキッズ・アドベンチャー（第一期） | 古代王者 恐竜キング Dキッズ・アドベンチャー（第一期） | 古代王者 恐竜キング Dキッズ・アドベンチャー（第一期）                | 古代王者 恐竜キング Dキッズ・アドベンチャー（第一期） | 古代王者 恐竜キング Dキッズ・アドベンチャー（第一期） | 古代王者 恐竜キング Dキッズ・アドベンチャー（第一期） | 古代王者 恐竜キング Dキッズ・アドベンチャー（第一期） |
| -------------------------------------------------------------- | ----------------------------------------------------- | ----------------------------------------------------- | ----------------------------------------------------- | ----------------------------------------------------- | ----------------------------------------------------- | -------------------------------------------------------------------- | ----------------------------------------------------- | --- | --- | ----------------------------------------------------- |
| 1                                                              | ガブは友だち！オレの恐竜                              | 平野靖士                                              | 谷田部勝義                                            | 工藤寛顕                                              | 平岡正幸                                              | 山下公園                                                             | トリケラトプス・ティラノサウルス                      | ガブ（トリケラトプス）・ティラノ（ティラノサウルス） | エレクトリックチャージ（来雷蓄電） | 2007年2月4日                                          |
| 2                                                              | 仲間が増えたぞ！エースとパラパラ                      | 平野靖士                                              | 菱田正和                                              | 菱田正和                                              | 佐久間信一・斎藤佑                                    | ギザ                                                                 | カルノタウルス・パラサウロロフス・スピノサウルス      | ガブ（トリケラトプス）・ティラノ（ティラノサウルス）・エース（カルノタウルス）・パラパラ（パラサウロロフス）・スピノ（スピノサウルス） | ネイチャーズブレッシング（深緑恵癒）・サイクロン（疾風無敵）・エレクトリックチャージ（来雷蓄電） | 2月11日                                               |
| 3                                                              | サイカニア争奪戦！                                    | 神戸一彦                                              | 藤原良二                                              | 杉山慶一                                              | 江上夏樹                                              | 大英博物館                                                           | サイカニア                                            | ガブ（トリケラトプス）・ティラノ（ティラノサウルス）・エース（カルノタウルス）・パラパラ（パラサウロロフス）・スピノ（スピノサウルス）・サイカ（サイカニア） | ショックウェーブ（激流封印）・エレクトリックチャージ（来雷蓄電）・サイクロン（疾風無敵）・ボルケーノバースト（爆炎壁攻）・ネッククラッシャー | 2月18日                                               |
| 4                                                              | ジャングルに消えたガブ                                | 三浦浩児                                              | ヤマトナオミチ                                        | ヤマトナオミチ                                        | 高橋晃・和田喜彰                                      | アマゾン熱帯雨林                                                     | サルタサウルス                                        | ガブ（トリケラトプス）・スピノ（スピノサウルス）・サルタサウルス | テイルスマッシュ・エレクトリックチャージ（来雷蓄電） | 2月25日                                               |
| 5                                                              | 大決戦！万里の長城                                    | 鴨義信                                                | 久保山英一                                            | 久保山英一                                            | 鈴木幸江                                              | 万里の長城                                                           | カルカロドントサウルス                                | ガブ（トリケラトプス）・ティラノ（ティラノサウルス）・エース（カルノタウルス）・カルカロドントサウルス | ビッグファイアキャノン（爆炎大砲）・ネッククラッシャー・サイクロン（疾風無敵） | 3月4日                                                |
| 6                                                              | 母は強し！マイアサウラ                                | 丸尾みほ                                              | 工藤寛顕                                              | 工藤寛顕                                              | 佐久間信一・斎藤佑                                    | アルプス山脈                                                         | マイアサウラ                                          | ガブ（トリケラトプス）・ティラノ（ティラノサウルス）・パラパラ（パラサウロロフス）・マイアサウラ | ダイビングプレス | 3月11日                                               |
| 7                                                              | テレビ局にユタラプトル！                              | 月永ヒデヲ                                            | 菱田正和                                              | 菱田正和・池野昭二                                    | 平岡正幸                                              | 名古屋テレビ放送本社社屋                                             | ユタラプトル                                          | ガブ（トリケラトプス）・エース（カルノタウルス）・サイカ（サイカニア）・ユタラプトル | ダイノスイング・アトミックボム・サイクロン（疾風無敵）・エレクトリックチャージ（来雷蓄電） | 3月18日                                               |
| 8                                                              | 波乗り恐竜、ビーチバトル！                            | 平野靖士                                              | 井内秀治                                              | 佐土原武之                                            | 高橋晃・和田喜彰                                      | ハワイ                                                               | スティラコサウルス                                    | ガブ（トリケラトプス）・ティラノ（ティラノサウルス）・エース（カルノタウルス）・パラパラ（パラサウロロフス）・スピノ（スピノサウルス）・スティラコサウルス | ネイチャーズブレッシング（深緑恵癒）・エレクトリックチャージ（来雷蓄電）・テイルスマッシュ・ネッククラッシャー | 3月25日                                               |
| 9                                                              | 眠れぬ街のアンキロサウルス                            | 三浦浩児                                              | 藤原良二                                              | 杉山慶一                                              | 江上夏樹                                              | 地下鉄                                                               | アンキロサウルス                                      | エース（カルノタウルス）・サイカ（サイカニア）・アンキロサウルス | ダイノスイング・ビッグモールアタック（土竜突撃）・サイクロン（疾風無敵） | 4月1日                                                |
| 10                                                             | 恐竜カードがいっぱい！                                | 丸尾みほ                                              | 久保山英一                                            | 久保山英一                                            | 佐久間信一・斎藤佑                                    | 原宿                                                                 | プテラノドン                                          | ガブ（トリケラトプス）・ティラノ（ティラノサウルス）・パラパラ（パラサウロロフス）・ケラトサウルス・プテラノドン | ボルケーノバースト（爆炎壁攻）・メタルウイング（朋鋼翼撃） | 4月8日                                                |
| 11                                                             | モナコ恐竜グランプリ                                  | 神戸一彦                                              | 伴山人                                                | 工藤寛顕                                              | 鈴木幸江                                              | モナコ                                                               | スコミムス                                            | ガブ（トリケラトプス）・エース（カルノタウルス）・スピノ（スピノサウルス）・スコミムス | サイクロン（疾風無敵） | 4月15日                                               |
| 12                                                             | 行くぞ！恐竜島                                        | 平野靖士                                              | 菱田正和                                              | 菱田正和・池野昭二                                    | 高橋晃・和田喜彰                                      | 太平洋・アジ島                                                       | ケラトサウルス                                        | ガブ（トリケラトプス）・ティラノ（ティラノサウルス）・エース（カルノタウルス）・パラパラ（パラサウロロフス）・スピノ（スピノサウルス）・サイカ（サイカニア）・ケラトサウルス・スティラコサウルス | テイルスマッシュ・ネッククラッシャー・ショックウェーブ（激流封印）・ボルケーノバースト（爆炎壁攻） | 4月22日                                               |
| 13                                                             | 大脱出！アクト基地                                    | 平野靖士                                              | ヤマトナオミチ                                        | ヤマトナオミチ                                        | 平岡正幸                                              | 太平洋・アジ島                                                       | 肉食恐竜と草食恐竜                                    | ガブ（トリケラトプス）・ティラノ（ティラノサウルス）・エース（カルノタウルス）・パラパラ（パラサウロロフス）・スピノ（スピノサウルス）・サイカ（サイカニア）・ケラトサウルス・スティラコサウルス | ニンジャアタック（分身術攻）・ストンピングハンマー・ライトニングスラスト（雷槍角刺） | 4月29日                                               |
| 14                                                             | ローマのシークレット恐竜                              | 鴨義信                                                | 井内秀治                                              | いとがしんたろー                                      | 佐久間信一・斎藤佑                                    | ローマ                                                               | パキケファロサウルス                                  | ガブ（トリケラトプス）・ティラノ（ティラノサウルス）・エース（カルノタウルス）・パラパラ（パラサウロロフス）・スピノ（スピノサウルス）・パキケファロサウルス | ネッククラッシャー・テイルスマッシュ・ギガライディーン（激力雷電）・ダイナミックレイ（閃光鋼頭）・ヘッドダイバー（鋼頭昇竜） | 5月6日                                                |
| 15                                                             | ぶらり！恐竜温泉                                      | 三浦浩児                                              | 藤原良二                                              | 杉山慶一                                              | 江上夏樹                                              | デボン島                                                             | アクロカントサウルス                                  | ガブ（トリケラトプス）・ティラノ（ティラノサウルス）・パラパラ（パラサウロロフス）・アクロカントサウルス | ギガライディーン（激力雷電）・ボルケーノバースト（爆炎壁攻） | 5月13日                                               |
| 16                                                             | 炎上！アクロカントサウルス                            | 神戸一彦                                              | 杉島邦久                                              | 工藤寛顕                                              | 高橋晃・和田喜彰・長生中                              | 三畳市                                                               | 恐竜の歯                                              | ガブ（トリケラトプス）・エース（カルノタウルス）・パラパラ（パラサウロロフス）・超アクト恐竜 アクロカントサウルス | サイクロン（疾風無敵） | 5月20日                                               |
| 17                                                             | 恐竜サッカー オーレ！                                 | 三浦浩児                                              | 久保山英一                                            | 久保山英一                                            | 鈴木幸江                                              | ブラジル・オーレ                                                     | アルティリヌス                                        | ガブ（トリケラトプス）・ティラノ（ティラノサウルス）・エース（カルノタウルス）・パラパラ（パラサウロロフス）・スピノ（スピノサウルス）・サイカ（サイカニア）・アルティリヌス | テイルスマッシュ・サイクロン（疾風無敵）・ネッククラッシャー | 5月27日                                               |
| 18                                                             | バリバリ島の恐竜ダンス                                | 丸尾みほ                                              | 菱田正和                                              | 池野昭二                                              | 佐久間信一・斎藤佑                                    | バリバリ島（バリ島）                                                 | ダスプレトサウルス                                    | ガブ（トリケラトプス）・エース（カルノタウルス）・パラパラ（パラサウロロフス）・サイカ（サイカニア）・ダスプレトサウルス | ビッグファイアボム（大炎爆発）・アースバリア（大地土盾）・ヘルアースクエイク（大地激怒）・ニンジャアタック（分身術攻）・ライトニングスラスト（雷槍角刺） | 6月3日                                                |
| 19                                                             | 大追跡！ニューヨーク                                  | 平野靖士                                              | 伴山人                                                | 近橋伸隆                                              | 吉田秀之                                              | ニューヨーク                                                         | セイスモサウルス                                      | ガブ（トリケラトプス）・ティラノ（ティラノサウルス）・パラパラ（パラサウロロフス）・スピノ（スピノサウルス）・サイカ（サイカニア）・セイスモサウルス | ギガライディーン（激力雷電）・ビッグフットアサルト（朋巨大圧） | 6月10日                                               |
| 20                                                             | 巨大恐竜ゴルフ場の対決                                | 鴨義信・平野靖士                                      | 谷田部勝義                                            | いとがしんたろー                                      | 高橋晃・和田喜彰                                      | オーガスタ（メイン州）                                               | スーパーサウルス                                      | ガブ（トリケラトプス）・ティラノ（ティラノサウルス）・エース（カルノタウルス）・パラパラ（パラサウロロフス）・スピノ（スピノサウルス）・サイカ（サイカニア）・スーパーサウルス | スーパーインパクト（超竜衝撃）・ビッグフットアサルト（朋巨大圧）・ネイチャーズブレッシング（深緑恵癒）・ライトニングスラスト（雷槍角刺） | 6月24日                                               |
| 21                                                             | 鍾乳洞の友だち恐竜                                    | 月永ヒデヲ                                            | 藤原良二                                              | 菱田正和                                              | 平岡正幸                                              | 鍾乳洞                                                               | エウオプロケファルス                                  | パラパラ（パラサウロロフス）・スピノ（スピノサウルス）・エウオプロケファルス・プテラノドン | クエイクセイバー（土竜聖剣）・ショックウェーブ（激流封印）・メタルウイング（朋鋼翼撃） | 7月1日                                                |
| 22                                                             | 空港大混戦！                                          | 平野靖士                                              | 杉島邦久                                              | 高橋順                                                | 小田武士・金栄範                                      | 空港                                                                 | メガラプトル                                          | ガブ（トリケラトプス）・ティラノ（ティラノサウルス）・パラパラ（パラサウロロフス）・スピノ（スピノサウルス）・メガラプトル・セイスモサウルス・プテラノドン | テイルスマッシュ・エレクトリックチャージ（来雷蓄電）・ビッグフットアサルト（朋巨大圧）・メタルウイング（朋鋼翼撃） | 7月8日                                                |
| 23                                                             | 幽霊恐竜ネッシー出現！？                              | 三浦浩児                                              | 玉川達文・菱田正和                                    | 工藤寛顕                                              | 石川てつや                                            | ネス湖                                                               | アマルガサウルス                                      | ガブ（トリケラトプス）・ティラノ（ティラノサウルス）・パラパラ（パラサウロロフス）・スピノ（スピノサウルス）・アマルガサウルス | ライトニングスラスト（雷槍角刺） | 7月15日                                               |
| 24                                                             | パリの恐竜ファッション                                | 丸尾みほ                                              | 菱田正和                                              | 杉山慶一                                              | 江上夏樹                                              | パリ                                                                 | アンキケラトプス                                      | ガブ（トリケラトプス）・スピノ（スピノサウルス）・サイカ（サイカニア）・アンキケラトプス | デスグラインド・ギガライディーン（激力雷電） | 7月22日                                               |
| 25                                                             | フタバサウルスを救え！                                | 神戸一彦                                              | 松園公                                                | 池野昭二                                              | 鈴木幸江                                              | 福島県いわき市                                                       | フタバサウルス                                        | ガブ（トリケラトプス）・ティラノ（ティラノサウルス）・エース（カルノタウルス）・パラパラ（パラサウロロフス）・スピノ（スピノサウルス）・サイカ（サイカニア）・フタバサウルス | フタバメガキャノン（双葉大砲）・ネイチャーズブレッシング（深緑恵癒） | 7月29日                                               |
| 26                                                             | 恐竜強盗団を捕まえろ！                                | 平野靖士                                              | 玉川達文                                              | 近橋伸隆                                              | 吉田秀之                                              | ラスベガス                                                           | 翼竜と首長竜                                          | ガブ（トリケラトプス）・ティラノ（ティラノサウルス）・エース（カルノタウルス）・パラパラ（パラサウロロフス）・スピノ（スピノサウルス）・サイカ（サイカニア）・プテラノドン | ボルケーノバースト（爆炎壁攻）・ニンジャアタック（分身術攻）・メタルウイング（朋鋼翼撃）・エレクトリックチャージ（来雷蓄電） | 8月5日                                                |
| 27                                                             | 恐竜遊園地で大もうけ！                                | 前川淳                                                | 藤原良二                                              | いとがしんたろー                                      | 佐久間信一・斎藤佑                                    | お台場                                                               | 今まで登場した中で大きな恐竜ベスト3                   | ガブ（トリケラトプス）・ティラノ（ティラノサウルス）・エース（カルノタウルス）・パラパラ（パラサウロロフス）・スピノ（スピノサウルス）・サイカ（サイカニア）・サルタサウルス・スーパーサウルス・アクロカントサウルス・プテラノドン・フタバサウルス・カルカロドントサウルス・スコミムス・ダスプレトサウルス・エウオプロケファルス・アルティリヌス・ケラトサウルス・ユタラプトル・スティラコサウルス・アンキロサウルス・アンキケラトプス・メガラプトル・アマルガサウルス・マイアサウラ・セイスモサウルス | ギガライディーン（激力雷電）・ボルケーノバースト（爆炎壁攻）・サイクロン（疾風無敵）・ストンピングハンマー・テイルスマッシュ・フライトブレイズスピン（灼熱大車輪）・ライトニングスラスト（雷槍角刺） | 8月12日                                               |
| 28                                                             | 第二のシークレット恐竜                                | 丸尾みほ                                              | 杉島邦久                                              | 菱田正和                                              | 平岡正幸                                              | 六本木ヒルズ・テレビ朝日本社                                         | テリジノサウルス                                      | ガブ（トリケラトプス）・ティラノ（ティラノサウルス）・エース（カルノタウルス）・パラパラ（パラサウロロフス）・スピノ（スピノサウルス）・サイカ（サイカニア）・テリジノサウルス | ネイルブレード（切裂巨爪）・ジャイロスラッシャー（超回転爪撃） | 8月19日                                               |
| 29                                                             | サバンナの恐竜密猟団！                                | 神戸一彦                                              | 久保山英一                                            | 池野昭二                                              | 石川てつや                                            | ケニア                                                               | トロサウルス                                          | ガブ（トリケラトプス）・ティラノ（ティラノサウルス）・エース（カルノタウルス）・パラパラ（パラサウロロフス）・スピノ（スピノサウルス）・トロサウルス・プテラノドン | ショックウェーブ（激流封印）・メタルウイング（朋鋼翼撃）・ギガライディーン（激力雷電） | 8月26日                                               |
| 30                                                             | 恐竜プロポーズ大作戦！                                | 平野靖士                                              | 高橋順                                                | 高橋順                                                | 小田武士・金栄範                                      | メキシコ                                                             | サウロロフス                                          | ガブ（トリケラトプス）・ティラノ（ティラノサウルス）・エース（カルノタウルス）・パラパラ（パラサウロロフス）・スピノ（スピノサウルス）・サイカ（サイカニア）・サウロロフス・プテラノドン | ボルケーノバースト（爆炎壁攻）・ギガライディーン（激力雷電）・ニンジャアタック（分身術攻）・メタルウイング（朋鋼翼撃） | 9月2日                                                |
| 31                                                             | 身代わり恐竜パウパウサウルス                          | 三浦浩児                                              | 松園公                                                | 杉山慶一                                              | 江上夏樹                                              | ペルー・太陽の神殿                                                   | パウパウサウルス                                      | ガブ（トリケラトプス）・ティラノ（ティラノサウルス）・エース（カルノタウルス）・パラパラ（パラサウロロフス）・パウパウサウルス | ライトニングスラスト（雷槍角刺）・パウパウパワー・エレクトリックチャージ（来雷蓄電）・ニンジャアタック（分身術攻） | 9月9日                                                |
| 32                                                             | ナイアガラの対決！                                    | 神戸一彦                                              | 杉島邦久                                              | いとがしんたろー                                      | 鈴木幸江                                              | ナイアガラの滝                                                       | バリオニクス                                          | ガブ（トリケラトプス）・ティラノ（ティラノサウルス）・エース（カルノタウルス）・パラパラ（パラサウロロフス）・スピノ（スピノサウルス）・バリオニクス・プテラノドン | ネッククラッシャー・ギガライディーン（激力雷電）・ボルケーノバースト（爆炎壁攻）・メタルウイング（朋鋼翼撃）・テイルスマッシュ・ エレクトリックチャージ（来雷蓄電）・サイクロン（疾風無敵）・ライトニングスラスト（雷槍角刺） | 9月16日                                               |
| 33                                                             | ガンジス河で恐竜バタフライ                            | 三浦浩児                                              | 工藤寛顕                                              | 工藤寛顕                                              | 高橋晃・和田喜彰                                      | ガンジス河                                                           | デルタドロメウス                                      | ガブ（トリケラトプス）・スピノ（スピノサウルス）・デルタドロメウス | ギガライディーン（激力雷電） | 9月23日                                               |
| 34                                                             | 忍者恐竜ディノニクス                                  | 前川淳                                                | 菱田正和                                              | 近橋伸隆                                              | Kim Il Bae                                            | 忍者村・忍者屋敷                                                     | ディノニクス                                          | ガブ（トリケラトプス）・ティラノ（ティラノサウルス）・エース（カルノタウルス）・パラパラ（パラサウロロフス）・ディノニクス・プテラノドン | ローリングアタック（超転龍襲）・クロスカッター（十字架撃）・メタルウイング（朋鋼翼撃）・ニンジャアタック（分身術攻）・ギガライディーン（激力雷電） | 9月30日                                               |
| 35                                                             | エアーズロックのイグアノドン                          | 丸尾みほ                                              | 菱田正和                                              | 菱田正和                                              | 平岡正幸                                              | エアーズロック（ウルル）                                             | イグアノドン                                          | ガブ（トリケラトプス）・ティラノ（ティラノサウルス）・パラパラ（パラサウロロフス）・スピノ（スピノサウルス）・イグアノドン・プテラノドン | ボルケーノバースト（爆炎壁攻）・メタルウイング（朋鋼翼撃）・テイルスマッシュ・ サンダーバズーカ（雷角回弾） | 10月7日                                               |
| 36                                                             | アクトメタルを奪え！                                  | 平野靖士                                              | 高橋順                                                | 高橋順                                                | 金栄範・柳孝相                                        | 製鉄所（社会科見学）                                                 | ヴェロキラプトル                                      | ガブ（トリケラトプス）・ティラノ（ティラノサウルス）・エース（カルノタウルス）・パラパラ（パラサウロロフス）・スピノ（スピノサウルス）・サイカ（サイカニア）・セイスモサウルス・アクロカントサウルス・スティラコサウルス・サルタサウルス・ディノニクス・パキケファロサウルス・アマルガサウルス・プテラノドン・ヴェロキラプトル | ギガライディーン（激力雷電）・必殺ふうじ・エレクトリックチャージ（来雷蓄電）・最後の力 | 10月14日                                              |
| 37                                                             | 恐竜！荒野の決闘                                      | 三浦浩児                                              | 杉島邦久                                              | 池野昭二                                              | 石川てつや                                            | オクラホマ州                                                         | サウロファガナクス                                    | ガブ（トリケラトプス）・ティラノ（ティラノサウルス）・エース（カルノタウルス）・パラパラ（パラサウロロフス）・スピノ（スピノサウルス）・サイカ（サイカニア）・サウロファガナクス・プテラノドン・ヴェロキラプトル | マグマブラスター（猛炎奔流）・ギガライディーン（激力雷電）・サイクロン（疾風無敵）・メタルウイング（朋鋼翼撃）・必殺ふうじ・ボルケーノバースト（爆炎壁攻） | 10月21日                                              |
| 38                                                             | 恐竜女神！タルボーンヌ                                | 神戸一彦                                              | 藤原良二                                              | 杉山慶一                                              | 江上夏樹                                              | アンコール・ワット                                                   | ステゴサウルス                                        | ガブ（トリケラトプス）・ティラノ（ティラノサウルス）・ステゴサウルス | ラッシュスパイン（放射棘槍）・ サンダーバズーカ（雷角回弾） | 10月28日                                              |
| 39                                                             | 恐竜大飯店                                            | 前川淳                                                | 久保山英一                                            | いとがしんたろー                                      | 鈴木幸江                                              | 横浜中華街                                                           | マプサウルス                                          | ガブ（トリケラトプス）・エース（カルノタウルス）・パラパラ（パラサウロロフス）・スピノ（スピノサウルス）・サイカ（サイカニア）・マプサウルス・プテラノドン | ビッグファイアキャノン（爆炎大砲）・メタルウイング（朋鋼翼撃）・サンダーバズーカ（雷角回弾）・ギガライディーン（激力雷電） | 11月11日                                              |
| 40                                                             | 愛と闘牛のバルセロナ                                  | 丸尾みほ                                              | 伴山人                                                | 工藤寛顕                                              | 高橋晃・和田喜彰                                      | バルセロナ                                                           | アロサウルス                                          | ガブ（トリケラトプス）・エース（カルノタウルス）・スピノ（スピノサウルス）・アロサウルス | カゲロウ（幻舞連爪）・ニンジャアタック（分身術攻） | 11月18日                                              |
| 41                                                             | ハリウッドのスター恐竜                                | 三浦浩児                                              | 菱田正和                                              | 菱田正和                                              | 平岡正幸                                              | ハリウッド                                                           | ペンタケラトプス                                      | ガブ（トリケラトプス）・ティラノ（ティラノサウルス）・エース（カルノタウルス）・ペンタケラトプス | テイルスマッシュ・ボルケーノバースト（爆炎壁攻）・サイクロン（疾風無敵）・ギガライディーン（激力雷電） | 11月25日                                              |
| 42                                                             | シベリア恐竜特急                                      | 前川淳                                                | 高橋順                                                | 高橋順                                                | 金栄範                                                | モスクワ・シベリア鉄道                                               | アンペロサウルス                                      | ガブ（トリケラトプス）・ティラノ（ティラノサウルス）・エース（カルノタウルス）・パラパラ（パラサウロロフス）・スピノ（スピノサウルス）・サイカ（サイカニア）・アンペロサウルス | ボルケーノバースト（爆炎壁攻）・アクアボルテックス（龍渦施乱）・エレクトリックチャージ（来雷蓄電）・ダイノスイング | 12月2日                                               |
| 43                                                             | 消えたマルムの家                                      | 神戸一彦                                              | 伴山人                                                | 河村智之                                              | 高橋晃・和田喜彰                                      | 太平洋・アジ島                                                       | 恐竜の色や模様                                        | ガブ（トリケラトプス）・エース（カルノタウルス）・パラパラ（パラサウロロフス）・スピノ（スピノサウルス）・サイカ（サイカニア） | ネイチャーズブレッシング（深緑恵癒）・ニンジャアタック（分身術攻）・ギガライディーン（激力雷電） | 12月9日                                               |
| 44                                                             | フクイサウルス京都を走る！                            | 神戸一彦                                              | 菱田正和                                              | 池野昭二                                              | 鈴木幸江                                              | 京都                                                                 | フクイサウルス                                        | ガブ（トリケラトプス）・ティラノ（ティラノサウルス）・エース（カルノタウルス）・パラパラ（パラサウロロフス）・スピノ（スピノサウルス）・サイカ（サイカニア）・フクイサウルス | エメラルドガーデン（緑輝庭園）・テイルスマッシュ・ボルケーノバースト（爆炎壁攻）・ サンダーバズーカ（雷角回弾） | 12月16日                                              |
| 45                                                             | クリスマスにメガロサウルス！                          | 丸尾みほ                                              | 藤原良二                                              | 杉山慶一                                              | 江上夏樹・村上直紀                                    | 三畳市                                                               | メガロサウルス                                        | ガブ（トリケラトプス）・ティラノ（ティラノサウルス）・エース（カルノタウルス））・サイカ（サイカニア）・メガロサウルス | カゲロウ（幻舞連爪）・ゼロジースロー（重力支配）・ サンダーバズーカ（雷角回弾） | 12月23日                                              |
| 46                                                             | 恐竜島浮上！                                          | 平野靖士                                              | 渡辺正樹                                              | 渡辺正樹                                              | 石川てつや                                            | 太平洋・アジ島                                                       | 日本で見つかった恐竜                                  | ガブ（トリケラトプス）・ティラノ（ティラノサウルス）・エース（カルノタウルス）・パラパラ（パラサウロロフス）・スピノ（スピノサウルス）・サイカ（サイカニア）・サウロファガナクス | デスファイア（地獄死炎） | 2008年1月6日                                          |
| 47                                                             | 大恐竜出現！                                          | 三浦浩児                                              | 伴山人                                                | 工藤寛顕                                              | 高橋晃・和田喜彰                                      | 太平洋・アジ島                                                       | ティラノサウルスの姿勢                                | ガブ（トリケラトプス）・ティラノ（ティラノサウルス）・エース（カルノタウルス）・パラパラ（パラサウロロフス）・スピノ（スピノサウルス）・サイカ（サイカニア）・ユタラプトル・セイスモサウルス・スーパーサウルス・イグアノドン・ステゴサウルス・アンペロサウルス・アロサウルス・ケラトサウルス・アクロカントサウルス・ブラックティラノサウルス・サウロファガナクス・アンペロサウルス | アクアボルテックス（龍渦施乱）・デスファイア（地獄死炎）・マグマブラスター（猛炎奔流） | 1月13日                                               |
| 48                                                             | ブラックティラノ襲来！                                | 前川淳                                                | 高橋順                                                | 高橋順                                                | 金栄範                                                | 三畳市                                                               | 恐竜の歴史                                            | ガブ（トリケラトプス）・ティラノ（ティラノサウルス）・エース（カルノタウルス）・パラパラ（パラサウロロフス）・ブラックティラノサウルス・サウロファガナクス | ライトニングスラスト（雷槍角刺）・ボルケーノバースト（爆炎壁攻）・サンダーバズーカ（雷角回弾）・サイクロン（疾風無敵）・デスファイア（地獄死炎）・サンダーストームバズーカ | 1月20日                                               |
| 49                                                             | さよなら…オレたちの恐竜                               | 神戸一彦・平野靖士                                    | 藤原良二                                              | いとがしんたろー                                      | 長生中・鈴木幸江・山崎智加                            | 三畳市                                                               | 恐竜の発見                                            | ガブ（トリケラトプス）・ティラノ（ティラノサウルス）・エース（カルノタウルス）・パラパラ（パラサウロロフス）・スピノ（スピノサウルス）・サイカ（サイカニア）・ブラックティラノサウルス・エウオプロケファルス・ケラトサウルス・メガラプトル・アンペロサウルス・マイアサウラ・サウロファガナクス・フクイサウルス・ダスプレトサウルス・パキケファロサウルス・ディノニクス・メガロサウルス・テリジノサウルス・ペンタケラトプス・マプサウルス・セイスモサウルス・サウロロフス・スーパーサウルス・デルタドロメウス・プテラノドン・トロサウルス・パウパウサウルス・スティラコサウルス・イグアノドン・フタバサウルス                 | デスファイア（地獄死炎）・ビッグファイアボム（大炎爆発）・サイクロン（疾風無敵）・ネイチャーズブレッシング（深緑恵癒）・カゲロウ（幻舞連爪）・エメラルドガーデン（緑輝庭園）・ショックウェーブ（激流封印）・ヘルアースクエイク（大地激怒）・アクアボルテックス（龍渦施乱）・ダイナミックレイ（閃光鋼頭）・ラッシュスパイン（放射棘槍）・マグマブラスター（猛炎奔流）・ジャイロスラッシャー（超回転爪撃）・ゼロジースロー（重力支配）・ローリングアタック（超転龍襲）・ボルケーノバースト（爆炎壁攻） | 1月27日                                               |
| 古代王者 恐竜キング Dキッズ・アドベンチャー 翼竜伝説（第二期） |                                                       |                                                       |                                                       |                                                       |                                                       |                                                                      |                                                       | | |                                                       |
| 50                                                             | 新たな恐竜アドベンチャー                              | 平野靖士                                              | 谷田部勝義                                            | 池野昭二                                              | 平岡正幸                                              | 白亜紀後期・北米                                                     | トルヴォサウルス                                      | ガブ（トリケラトプス）・ティラノ（ティラノサウルス）・エース（カルノタウルス）・パラパラ（パラサウロロフス）・トルヴォサウルス・プテラノドン・トリケラトプス・サウロロフス・イグアノドン・アンペロサウルス・パキケファロサウルス・スティラコサウルス・サルタサウルス・マイアサウラ | ボルケーノバースト（爆炎壁攻）・ギガライディーン（激力雷電） | 2008年2月3日                                          |
| 51                                                             | 古代ローマの武装恐竜                                  | 平野靖士                                              | 菱田正和                                              | 工藤寛顕                                              | 高橋晃・和田喜彰                                      | 共和政ローマ                                                         | マジュンガサウルス                                    | ガブ（トリケラトプス）・ティラノ（ティラノサウルス）・エース（カルノタウルス）・パラパラ（パラサウロロフス）・トルヴォサウルス・プテラノドン | マグマブラスター（猛炎奔流）・サンダーバズーカ（雷角回弾）・サンダーストームバズーカ・メタルウイング（朋鋼翼撃） | 2月10日                                               |
| 52                                                             | 第二の宇宙海賊…だったりして                           | 三浦浩児                                              | 藤原良二                                              | 杉山慶一                                              | 江上夏樹                                              | 共和政ローマ                                                         | シュノサウルス                                        | ガブ（トリケラトプス）・ティラノ（ティラノサウルス）・エース（カルノタウルス）・パラパラ（パラサウロロフス）・スピノ（スピノサウルス）・トルヴォサウルス・シュノサウルス・マジュンガサウルス | マグマブラスター（猛炎奔流）・ウォーターソード（暫流剣）・アクアボルテックス（龍渦施乱）・カゲロウ（幻舞連爪）・エメラルドガーデン（緑輝庭園）・プラズマアンカー（雷錨牽引） | 2月17日                                               |
| 53                                                             | 剣闘士スパルタカス                                    | 丸尾みほ                                              | 伴山人                                                | 菱田正和                                              | 石川てつや                                            | 共和政ローマ                                                         | ヤンチュアノサウルス                                  | ガブ（トリケラトプス）・ティラノ（ティラノサウルス） | ギガライディーン（激力雷電） | 2月24日                                               |
| 54                                                             | ディノテクトオン！                                    | 前川淳                                                | 河村智之                                              | 河村智之                                              | 高橋晃・和田喜彰                                      | 共和政ローマ                                                         | ピアトニッキサウルス                                  | ガブ（トリケラトプス）・エース（カルノタウルス）・パラパラ（パラサウロロフス）・スピノ（スピノサウルス）・ヤンチュアノサウルス・ピアトニッキサウルス | サンダーストームバズーカ・ギガライディーン（激力雷電）・ベノムファング・サンダーバズーカ（雷角回弾）・バーニングダッシュ（爆炎突撃）・アルティメットサンダー（究極雷撃） | 3月2日                                                |
| 55                                                             | カリブ海の恐竜                                        | 平野靖士                                              | 高橋順                                                | 高橋順                                                | 金栄範                                                | 18世紀・西インド諸島（カリブ海）                                     | エドモントニア・ディケラトプス                        | ガブ（トリケラトプス）・ティラノ（ティラノサウルス）・エース（カルノタウルス）・パラパラ（パラサウロロフス）・エドモントニア・ディケラトプス | ビッグロックローラー（大岩転球）・アルティメットファイアー（究極炎撃） | 3月9日                                                |
| 56                                                             | 海賊白ヒゲ…って誰？                                   | 神戸一彦                                              | 渡辺正樹                                              | 渡辺正樹                                              | 田中ちゆき                                            | 18世紀・西インド諸島（カリブ海）                                     | ジョバリア                                            | ガブ（トリケラトプス）・パラパラ（パラサウロロフス）・ディケラトプス | ギガライディーン（激力雷電）・アルティメットリーフ（究極草撃） | 3月16日                                               |
| 57                                                             | 嵐の海竜戦                                            | 前川淳                                                | 池野昭二                                              | 池野昭二                                              | 平岡正幸                                              | 18世紀・西インド諸島（カリブ海）                                     | オフタルモサウルス                                    | ガブ（トリケラトプス）・パラパラ（パラサウロロフス）・スピノ（スピノサウルス）・ジョバリア・オフタルモサウルス・フタバサウルス・プテラノドン | ギガライディーン（激力雷電）・オーシャンパニック（魚竜強襲）・フタバメガキャノン（双葉大砲）・ショックウェーブ（激流封印）・ウォーターソード（暫流剣）・ メタルウイング（朋鋼翼撃）・アルティメットウォーター（究極水撃） | 3月23日                                               |
| 58                                                             | 発見！恐竜宝島                                        | 三浦浩児                                              | 上坪亮樹                                              | 工藤寛顕                                              | 高橋晃・和田喜彰                                      | 18世紀・西インド諸島（カリブ海）                                     | シャントゥンゴサウルス                                | ガブ（トリケラトプス）・エース（カルノタウルス）・パラパラ（パラサウロロフス）・メガラプトル | ハリケーンビート（暴風乱打）・ニンジャアタック（分身術攻）・アルティメットウィンド（究極風撃） | 3月30日                                               |
| 59                                                             | 恐竜西遊記                                            | 平野靖士                                              | 藤原良二                                              | 杉山慶一                                              | 江上夏樹                                              | 7世紀唐代の中国・西域（西遊記の世界）                                | トゥプクスアラ                                        | ガブ（トリケラトプス）・パラパラ（パラサウロロフス）・シャントゥンゴサウルス・プテラノドン・トゥプクスアラ | メタルウイング（朋鋼翼撃）・グリーンインパルス（緑翼編隊）・プラズマアンカー（雷錨牽引） | 4月6日                                                |
| 60                                                             | 三蔵VSマプサウルス                                    | 神戸一彦                                              | 菱田正和                                              | 菱田正和                                              | 石川てつや                                            | 7世紀唐代の中国・西域（西遊記の世界）                                | 化石が出来るまで                                      | ガブ（トリケラトプス）・エース（カルノタウルス）・パラパラ（パラサウロロフス）・サイカ（サイカニア）・マプサウルス | サイクロン（疾風無敵）・ヒートイラプション（灼熱火砕）・ビッグファイアボム（大炎爆発）・ライトニングスラスト（雷槍角刺）・ガトリングスパーク（瞬雷千烈）・ギガライディーン（激力雷電）・カマイタチ（風刀切刻）・エメラルドガーデン（緑輝庭園） | 4月13日                                               |
| 61                                                             | リュウタ、孫悟空になる                                | 丸尾みほ                                              | 河村智之                                              | 河村智之                                              | 高橋晃・和田喜彰                                      | 7世紀唐代の中国・西域（西遊記の世界）                                | アケロウサウルス                                      | ガブ（トリケラトプス）・スピノ（スピノサウルス）・アケロウサウルス | アタックバースト・アルティメットサンダー（究極雷撃） | 4月20日                                               |
| 62                                                             | ここ掘れ！サイカニア                                  | 前川淳                                                | 高橋順                                                | 高橋順                                                | 梶浦紳一郎                                            | 7世紀唐代の中国・西域（西遊記の世界）                                | ランジョウサウルス                                    | ガブ（トリケラトプス）・エース（カルノタウルス）・サイカ（サイカニア）・カルカロドントサウルス・ランジョウサウルス | パワードレイン・サイクロン（疾風無敵）・アルティメットサンダー（究極雷撃）・アルティメットアース（究極土撃） | 4月27日                                               |
| 63                                                             | 戦国時代で大脱走！                                    | 三浦浩児                                              | 渡辺正樹                                              | 渡辺正樹                                              | 田中ちゆき                                            | 戦国時代・日本                                                       | ゴジラサウルス                                        | ガブ（トリケラトプス）・エース（カルノタウルス）・ゴジラサウルス・ダスプレトサウルス・トロサウルス・エウオプロケファルス・ユタラプトル・イグアノドン | プラズマアンカー（雷錨牽引）・ディフェンスバースト・ハリケーンビート（暴風乱打） | 5月4日                                                |
| 64                                                             | ミハサ、くのいちになる                                | 平野靖士                                              | 池野昭二                                              | 池野昭二                                              | 平岡正幸                                              | 戦国時代・日本                                                       | 恐竜の絶滅の原因                                      | ガブ（トリケラトプス）・エース（カルノタウルス）・パラパラ（パラサウロロフス）・サイカ（サイカニア）・メガロサウルス・ディノニクス | ギガンティックフォール（巨塊崩落）・ローリングアタック（超転龍襲）・クロスカッター（十字架撃）・ダイナギャラクシー（銀河群龍）・ソニックブラスト（爆風大渦） | 5月11日                                               |
| 65                                                             | パパが家康！？                                        | 前川淳                                                | 工藤寛顕                                              | 工藤寛顕                                              | 高橋晃・和田喜彰                                      | 戦国時代・日本                                                       | トゥオジャンゴサウルス                                | ガブ（トリケラトプス）・ティラノ（ティラノサウルス）・エース（カルノタウルス）・パラパラ（パラサウロロフス）・バリオニクス | ボルケーノバースト（爆炎壁攻）・フラッドストラップ（龍河鞭攻）・サンダードライバー（旋雷杭打） | 5月18日                                               |
| 66                                                             | 天下分け目の恐竜合戦！                                | 平野靖士                                              | 藤原良二                                              | 杉山慶一                                              | 江上夏樹                                              | 戦国時代・日本                                                       | アフロヴェナトル                                      | ガブ（トリケラトプス）・エース（カルノタウルス）・パラパラ（パラサウロロフス）・ディノニクス・トゥオジャンゴサウルス・ペンタケラトプス・トゥプクスアラ | クエイクセイバー（土竜聖剣）・グリーンインパルス（緑翼編隊）・サンダードライバー（旋雷杭打）・ニンジャアタック（分身術攻） | 5月25日                                               |
| 67                                                             | ランプの精は大恐竜！？                                | 神戸一彦                                              | 菱田正和                                              | 菱田正和                                              | 石川てつや                                            | 中世・イスラーム世界（アラビアン・ナイトの世界）                     | アンハングエラ                                        | エース（カルノタウルス）・スピノ（スピノサウルス）・アフロヴェナトル・ジーニー（ティタノサウルス・コルバーチ） | トルネードブロー（竜巻投撃）・ハリケーンビート（暴風乱打） | 6月1日                                                |
| 68                                                             | 恐竜アラビアンナイト                                  | 三浦浩児                                              | 河村智之                                              | 河村智之                                              | 高橋晃・和田喜彰                                      | 中世・イスラーム世界（アラビアン・ナイトの世界）                     | パキリノサウルス                                      | ガブ（トリケラトプス）・ティラノ（ティラノサウルス）・エース（カルノタウルス）・パラパラ（パラサウロロフス）・スピノ（スピノサウルス）・サイカ（サイカニア）・ジーニー（ティタノサウルス・コルバーチ）・アクロカントサウルス・サルタサウルス・サウロロフス・アンペロサウルス・アマルガサウルス・ダスプレトサウルス・パキリノサウルス・アンハングエラ・トゥプクスアラ | クエイクセイバー（土竜聖剣）・ガトリングスパーク（瞬雷千烈）・アンハングエラ・ダイブ・グリーンインパルス（緑翼編隊）・アルティメットサンダー（究極雷撃） | 6月8日                                                |
| 69                                                             | アラジンと魔法の恐竜                                  | 前川淳                                                | 高橋順                                                | 高橋順                                                | 竹内啓・大野勉                                        | 中世・イスラーム世界（アラビアン・ナイトの世界）                     | レクソヴィサウルス                                    | ガブ（トリケラトプス）・エース（カルノタウルス）・パラパラ（パラサウロロフス）・ジーニー（ティタノサウルス・コルバーチ）・レクソヴィサウルス | サンドトラップ（沙漠流砂）・ハリケーンビート（暴風乱打） | 6月15日                                               |
| 70                                                             | 10大恐竜アラビアンバトル！                            | 平野靖士                                              | 渡辺正樹                                              | 渡辺正樹                                              | 田中ちゆき                                            | 中世・イスラーム世界（アラビアン・ナイトの世界）                     | ティタノサウルス・コルバーチ                          | ガブ（トリケラトプス）・ティラノ（ティラノサウルス）・エース（カルノタウルス）・パラパラ（パラサウロロフス）・スピノ（スピノサウルス）・サイカ（サイカニア）・ジーニー（ティタノサウルス・コルバーチ）・プテラノドン | ヒートイラプション（灼熱火砕）・ハイドロカッター（水刃斬波）・メタルウイング（朋鋼翼撃）・アルティメットサンダー（究極雷撃）・アルティメットウィンド（究極風撃） | 6月22日                                               |
| 71                                                             | ボクちゃん、ルイ13世                                  | 丸尾みほ                                              | 池野昭二                                              | 池野昭二                                              | 平岡正幸                                              | ブルボン朝創成期・フランス（ルイ13世とマリー・ド・メディシスの治世） | ラジャサウルス                                        | ガブ（トリケラトプス）・ラジャサウルス | フライトブレイズスピン（灼熱大車輪）・ギガライディーン（激力雷電） | 7月6日                                                |
| 72                                                             | 結成！少年銃士隊                                      | 前川淳                                                | 工藤寛顕                                              | 工藤寛顕                                              | 高橋晃・和田喜彰                                      | ブルボン朝創成期・フランス（ルイ13世とマリー・ド・メディシスの治世） | 恐竜の糞について                                      | ガブ（トリケラトプス）・エース（カルノタウルス）・パラパラ（パラサウロロフス）・スピノ（スピノサウルス）・アンキケラトプス・ギガス（ティラノサウルス）・トゥプクスアラ | ジャークランサー（邪悪槍撃）・ソニックブラスト（爆風大渦）・グリーンインパルス（緑翼編隊）・サンダードライバー（旋雷杭打） | 7月13日                                               |
| 73                                                             | ウサラパ 秘められた過去                               | 三浦浩児                                              | 藤原良二                                              | 杉山慶一                                              | 江上夏樹                                              | ブルボン朝創成期・フランス（ルイ13世とマリー・ド・メディシスの治世） | 恐竜と鳥の関係について                                | ガブ（トリケラトプス）・ティラノ（ティラノサウルス）・エース（カルノタウルス）・パラパラ（パラサウロロフス）・サイカ（サイカニア）・アンキロサウルス・アルマトゥス（ステゴサウルス）・アンハングエラ・トゥプクスアラ | ビッグモールアタック（土竜突撃）・アルティメットサンダー（究極雷撃）・アルティメットウィンド（究極風撃）・アルティメットリーフ（究極草撃） | 7月20日                                               |
| 74                                                             | 幽霊城の戦い                                          | 平野靖士                                              | 菱田正和                                              | 池野昭二                                              | 高橋晃・和田喜彰                                      | ブルボン朝創成期・フランス（ルイ13世とマリー・ド・メディシスの治世） | 翼竜について                                          | ガブ（トリケラトプス）・ティラノ（ティラノサウルス）・エース（カルノタウルス）・パラパラ（パラサウロロフス）・スピノ（スピノサウルス）・サイカ（サイカニア）・ギガス（ティラノサウルス）・マキシムス（トリケラトプス）・アルマトゥス（ステゴサウルス） | アンハングエラ・ダイブ・トゥプクスアラ・ダイブ・ジャークランサー（邪悪槍撃）・アルティメットウォーター（究極水撃）・アルティメットアース（究極土撃）・ジャークバニッシュ（邪悪滅光）・アルティメットリーフ（究極草撃）・アルティメットサンダー（究極雷撃）・アルティメットウィンド（究極風撃） | 7月27日                                               |
| 75                                                             | ジュラ紀の裏切り者                                    | 丸尾みほ                                              | 河村智之                                              | 河村智之                                              | 高橋晃・和田喜彰                                      | ジュラ紀後期・中国                                                   | 翼竜について その2                                    | ガブ（トリケラトプス）・エース（カルノタウルス）・ギガス（ティラノサウルス）・マキシムス（トリケラトプス）・アルマトゥス（ステゴサウルス）・ヤンチュアノサウルス・シュノサウルス・トゥオジャンゴサウルス・サウロファガナクス・カルカロドントサウルス・デルタドロメウス・レクソヴィサウルス・ピアトニッキサウルス | マグマブラスター（猛炎奔流）・ギガライディーン（激力雷電） | 8月3日                                                |
| 76                                                             | 未来が変わっちゃった！？                              | 前川淳                                                | 高橋順                                                | 高橋順                                                | 小田武士・大野勉                                      | 現代・三畳市                                                         | アパトサウルス（ブロントサウルス）                    | ガブ（トリケラトプス）・エース（カルノタウルス）・パラパラ（パラサウロロフス）・トゥオジャンゴサウルス・ミクロラプトル・ギガス（ティラノサウルス）・マキシムス（トリケラトプス）・アルマトゥス（ステゴサウルス）・ブロント（ブロントサウルス） | ギガライディーン（激力雷電）・アルティメットウィンド（究極風撃）・ジャークランサー（邪悪槍撃）・ジャークスティンガー（邪悪棘刺） | 8月10日                                               |
| 77                                                             | ブラックコスモストーン争奪戦                          | 三浦浩児                                              | 渡辺正樹                                              | 渡辺正樹                                              | 田中ちゆき                                            | 旧石器時代・日本                                                     | クリオロフォサウルス                                  | ガブ（トリケラトプス）・エース（カルノタウルス）・パラパラ（パラサウロロフス）・ギガス（ティラノサウルス）・マキシムス（トリケラトプス）・アルマトゥス（ステゴサウルス）・クリオロフォサウルス | ジャークデストロイ（邪悪天災）・ジャークランサー（邪悪槍撃）・ジャークバニッシュ（邪悪滅光）・ジャークスティンガー（邪悪棘刺）・ブリザードスマッシュ（吹雪氷砕） | 8月17日                                               |
| 78                                                             | 黒い翼竜                                              | 平野靖士                                              | 藤原良二                                              | 工藤寛顕                                              | 和田喜彰・高橋晃                                      | 現代・三畳市                                                         | 恐竜と他の爬虫類の違いについて                        | ガブ（トリケラトプス）・ティラノ（ティラノサウルス）・エース（カルノタウルス）・パラパラ（パラサウロロフス）・スピノ（スピノサウルス）・サイカ（サイカニア）・クリオロフォサウルス・ギガス（ティラノサウルス）・マキシムス（トリケラトプス）・アルマトゥス（ステゴサウルス）・ブロント（ブロントサウルス） | スノークリスタル（白雪結晶）・アルティメットサンダー（究極雷撃）・ブリザードスマッシュ（吹雪氷砕）・ファイナルサンダー（イナズマファランクス（稲妻発電））・ジャークバニッシュ（邪悪滅光）・ジャークランサー（邪悪槍撃）・ジャークスティンガー（邪悪棘刺） | 8月24日                                               |
| 79                                                             | バイバイ恐竜オレの友だち                              | 平野靖士                                              | 谷田部勝義                                            | 池野昭二                                              | 鈴木幸江・平岡正幸                                    | 現代・三畳市                                                         | なし                                                  | ガブ（トリケラトプス）・ティラノ（ティラノサウルス）・エース（カルノタウルス）・パラパラ（パラサウロロフス）・スピノ（スピノサウルス）・サイカ（サイカニア）・ギガス（ティラノサウルス）・マキシムス（トリケラトプス）・アルマトゥス（ステゴサウルス）・ブロント（ブロントサウルス）・トロサウルス・エウオプロケファルス・イグアノドン・スーパーサウルス・トゥプクスアラ・ダスプレトサウルス・ジーニー（ティタノサウルス・コルバーチ）・パウパウサウルス・サウロロフス・ヴェロキラプトル・プテラノドン・フクイサウルス・ディノニクス・ミクロラプトル・セイスモサウルス・オフタルモサウルス・フタバサウルス・デルタドロメウス | ジャークランサー（邪悪槍撃）・ジャークバニッシュ（邪悪滅光）・ジャークスティンガー（邪悪棘刺）・ジャークデストロイ（邪悪天災）・ギガライディーン（激力雷電）・ソニックブラスト（爆風大渦）・エメラルドガーデン（緑輝庭園）・マグマブラスター（猛炎奔流）・ハイドロカッター（水刃斬波）・ラッシュスパイン（放射棘槍）・アルティメットファイアー（究極炎撃）・アルティメットサンダー（究極雷撃）・アルティメットウィンド（究極風撃）・アルティメットリーフ（究極草撃）                                 | 8月31日                                               |

## 放送局
| 放送地域       | 放送局           | 放送期間                                                                                                | 放送日時                              | 放送系列                      | 備考             |
| -------------- | ---------------- | --- | ------------------------------------- | ----------------------------- | ---------------- |
| 中京広域圏     | メ〜テレ         | 2007年2月4日 - 2008年1月27日（第1期） 2008年2月3日 - 8月31日（第2期）                                   | 日曜 7:00 - 7:30                      | テレビ朝日系列                | 制作局           |
| 北海道         | 北海道テレビ     | 2007年2月4日 - 2008年1月27日（第1期） 2008年2月3日 - 8月31日（第2期）                                   | 日曜 7:00 - 7:30                      | テレビ朝日系列                | 同時ネット       |
| 青森県         | 青森朝日放送     | 2007年2月4日 - 2008年1月27日（第1期） 2008年2月3日 - 8月31日（第2期）                                   | 日曜 7:00 - 7:30                      | テレビ朝日系列                | 同時ネット       |
| 岩手県         | 岩手朝日テレビ   | 2007年2月4日 - 2008年1月27日（第1期） 2008年2月3日 - 8月31日（第2期）                                   | 日曜 7:00 - 7:30                      | テレビ朝日系列                | 同時ネット       |
| 宮城県         | 東日本放送       | 2007年2月4日 - 2008年1月27日（第1期） 2008年2月3日 - 8月31日（第2期）                                   | 日曜 7:00 - 7:30                      | テレビ朝日系列                | 同時ネット       |
| 秋田県         | 秋田朝日放送     | 2007年2月4日 - 2008年1月27日（第1期） 2008年2月3日 - 8月31日（第2期）                                   | 日曜 7:00 - 7:30                      | テレビ朝日系列                | 同時ネット       |
| 山形県         | 山形テレビ       | 2007年2月4日 - 2008年1月27日（第1期） 2008年2月3日 - 8月31日（第2期）                                   | 日曜 7:00 - 7:30                      | テレビ朝日系列                | 同時ネット       |
| 福島県         | 福島放送         | 2007年2月4日 - 2008年1月27日（第1期） 2008年2月3日 - 8月31日（第2期）                                   | 日曜 7:00 - 7:30                      | テレビ朝日系列                | 同時ネット       |
| 関東広域圏     | テレビ朝日       | 2007年2月4日 - 2008年1月27日（第1期） 2008年2月3日 - 8月31日（第2期）                                   | 日曜 7:00 - 7:30                      | テレビ朝日系列                | 同時ネット       |
| 新潟県         | 新潟テレビ21     | 2007年2月4日 - 2008年1月27日（第1期） 2008年2月3日 - 8月31日（第2期）                                   | 日曜 7:00 - 7:30                      | テレビ朝日系列                | 同時ネット       |
| 長野県         | 長野朝日放送     | 2007年2月4日 - 2008年1月27日（第1期） 2008年2月3日 - 8月31日（第2期）                                   | 日曜 7:00 - 7:30                      | テレビ朝日系列                | 同時ネット       |
| 静岡県         | 静岡朝日テレビ   | 2007年2月4日 - 2008年1月27日（第1期） 2008年2月3日 - 8月31日（第2期）                                   | 日曜 7:00 - 7:30                      | テレビ朝日系列                | 同時ネット       |
| 石川県         | 北陸朝日放送     | 2007年2月4日 - 2008年1月27日（第1期） 2008年2月3日 - 8月31日（第2期）                                   | 日曜 7:00 - 7:30                      | テレビ朝日系列                | 同時ネット       |
| 近畿広域圏     | 朝日放送         | 2007年2月4日 - 2008年1月27日（第1期） 2008年2月3日 - 8月31日（第2期）                                   | 日曜 7:00 - 7:30                      | テレビ朝日系列                | 同時ネット       |
| 広島県         | 広島ホームテレビ | 2007年2月4日 - 2008年1月27日（第1期） 2008年2月3日 - 8月31日（第2期）                                   | 日曜 7:00 - 7:30                      | テレビ朝日系列                | 同時ネット       |
| 山口県         | 山口朝日放送     | 2007年2月4日 - 2008年1月27日（第1期） 2008年2月3日 - 8月31日（第2期）                                   | 日曜 7:00 - 7:30                      | テレビ朝日系列                | 同時ネット       |
| 香川県・岡山県 | 瀬戸内海放送     | 2007年2月4日 - 2008年1月27日（第1期） 2008年2月3日 - 8月31日（第2期）                                   | 日曜 7:00 - 7:30                      | テレビ朝日系列                | 同時ネット       |
| 愛媛県         | 愛媛朝日テレビ   | 2007年2月4日 - 2008年1月27日（第1期） 2008年2月3日 - 8月31日（第2期）                                   | 日曜 7:00 - 7:30                      | テレビ朝日系列                | 同時ネット       |
| 福岡県         | 九州朝日放送     | 2007年2月4日 - 2008年1月27日（第1期） 2008年2月3日 - 8月31日（第2期）                                   | 日曜 7:00 - 7:30                      | テレビ朝日系列                | 同時ネット       |
| 長崎県         | 長崎文化放送     | 2007年2月4日 - 2008年1月27日（第1期） 2008年2月3日 - 8月31日（第2期）                                   | 日曜 7:00 - 7:30                      | テレビ朝日系列                | 同時ネット       |
| 熊本県         | 熊本朝日放送     | 2007年2月4日 - 2008年1月27日（第1期） 2008年2月3日 - 8月31日（第2期）                                   | 日曜 7:00 - 7:30                      | テレビ朝日系列                | 同時ネット       |
| 大分県         | 大分朝日放送     | 2007年2月4日 - 2008年1月27日（第1期） 2008年2月3日 - 8月31日（第2期）                                   | 日曜 7:00 - 7:30                      | テレビ朝日系列                | 同時ネット       |
| 鹿児島県       | 鹿児島放送       | 2007年2月4日 - 2008年1月27日（第1期） 2008年2月3日 - 8月31日（第2期）                                   | 日曜 7:00 - 7:30                      | テレビ朝日系列                | 同時ネット       |
| 沖縄県         | 琉球朝日放送     | 2007年2月4日 - 2008年1月27日（第1期） 2008年2月3日 - 8月31日（第2期）                                   | 日曜 7:00 - 7:30                      | テレビ朝日系列                | 同時ネット       |
| 福井県         | 福井放送         | 2007年4月4日 - 2008年3月26日（第1期） 2008年4月2日 - 4月16日（第1期） 2008年4月23日 - 10月22日（第2期） | 水曜 16:24 - 16:54 水曜 15:30 - 16:00 | 日本テレビ系列 テレビ朝日系列 | 遅れネット       |
| 日本全域       | アニマックス     | 不明 | 木曜 18:30 - 19:00                    | アニメ専門BS/CS放送           | リピート放送あり |

## DVD
- 第一期のDVDは2007年6月22日 - 2008年5月30日発売。全17巻。
- 第二期のDVDは2008年6月27日 - 同年12月21日発売。全11巻。

## 3D映画
『古代王者 恐竜キング 3Dダイノシアター』
ミニシアター方式の3D映画。2010年4月29日よりルスツリゾートや華蔵寺公園などで上映された。

## プラネタリウム上映作品
『古代王者 恐竜キング Dキッズ・アドベンチャー ボクらの地球をとりもどせ！』
群馬県太田市の「ぐんまこどもの国」で2008年11月30日まで、三重県松阪市の「みえこどもの城」で2008年9月23日まで公開された。
あらすじ
TVシリーズ（翼竜伝説）で、自分たちの両親を攫った宇宙海賊ザンジャークを追っていたDキッズはバックランド号の修理のため現代の三畳市に一時帰還した。しかし、そこは未知の生物が支配する全く別の世界で地球最大の危機のもうひとつの始まりだった。